# Малер, Густав
Гу́став Ма́лер (нем. Gustav Mahler; 7 июля 1860, Калиште — 18 мая 1911, Вена) — австрийский композитор, оперный и симфонический дирижёр.
При жизни Густав Малер был знаменит прежде всего как один из крупнейших дирижёров своего времени, представитель так называемой «послевагнеровской пятёрки». Хотя искусству управления оркестром Малер никогда не учился сам и никогда не обучал других, влияние, оказанное им на младших коллег, позволяет музыковедам говорить о малеровской школе, причисляя к ней и таких выдающихся дирижёров, как Виллем Менгельберг, Бруно Вальтер и Отто Клемперер.
Малер-композитор имел при жизни лишь относительно узкий круг преданных поклонников, и только спустя полвека после смерти он получил настоящее признание — как один из крупнейших симфонистов XX века. Творчество Малера, ставшее своего рода мостом между поздним австро-германским романтизмом XIX века и модернизмом начала XX века, оказало влияние на многих композиторов, в том числе и таких разных, как представители Новой венской школы, с одной стороны, Дмитрий Шостакович и Бенджамин Бриттен — с другой.
Наследие Малера-композитора, относительно небольшое и почти полностью состоящее из песен и симфоний, за последние полвека прочно вошло в концертный репертуар, и вот уже несколько десятилетий он является одним из самых исполняемых композиторов.

## Биография

### Детство

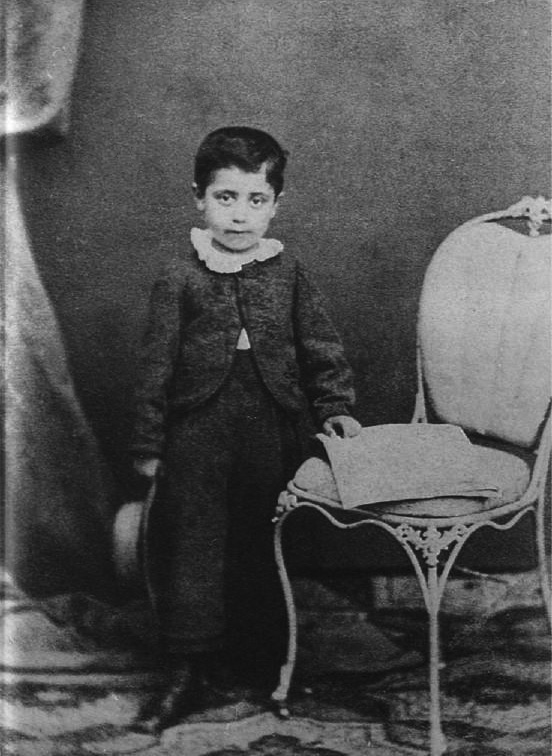
Густав Малер, ок. 1865 года

Густав Малер родился в богемской деревне Калиште (ныне в крае Высочина в Чехии) в небогатой еврейской семье. Отец, Бернхард Малер (1827—1889), родом из Липнице, был трактирщиком и мелким торговцем, трактирщиком был и дед по отцовской линии. Мать, Мария Германн (1837—1889), родом из Ледеча, была дочерью мелкого фабриканта, производителя мыла. По свидетельству Натали Бауэр-Лехнер, супруги Малер подходили друг к другу «как огонь и вода»: «Он был — упрямство, она — сама кротость». Из их 14 детей (Густав был вторым) восемь умерли в раннем возрасте.
Ничто в этой семье не располагало к занятиям музыкой, но вскоре после рождения Густава семья переселилась в Йиглаву — старинный моравский город, во второй половине XIX века уже населённый преимущественно немцами, город со своими культурными традициями, с театром, в котором кроме драматических спектаклей иногда ставились и оперы, с ярмарками и военным духовым оркестром. Народные песни и марши стали той первой музыкой, которую услышал Малер и уже в четыре года наигрывал на губной гармонике, — оба жанра займут важное место в его композиторском творчестве.
Рано открывшиеся музыкальные способности не остались незамеченными: с шести лет Малера обучали игре на фортепиано, в десять лет, осенью 1870 года, он впервые выступил в публичном концерте в Йиглаве, к этому же времени относятся и его первые композиторские опыты. Об этих йиглавских опытах не известно ничего, кроме того, что в 1874 году, когда после тяжёлой болезни на 13-м году умер его младший брат Эрнст, Малер вместе с другом, Йозефом Штайнером, в память о брате начал сочинять оперу «Герцог Эрнст Швабский» (нем. Herzog Ernst von Schwaben), но ни либретто, ни ноты оперы не сохранились.
В гимназические годы интересы Малера целиком сосредоточились на музыке и литературе, учился он посредственно, перевод в другую гимназию, пражскую, не помог повысить успеваемость, и Бернхард в конце концов примирился с тем, что старший сын не станет помощником в его бизнесе, — в 1875 году он отвёз Густава в Вену к известному педагогу Юлиусу Эпштейну.

### Юность в Вене
В этом же году, убедившись в незаурядных музыкальных способностях Малера, профессор Эпштейн направил юного провинциала в Венскую консерваторию, где стал его наставником по классу фортепиано; гармонию Малер изучал у Роберта Фукса, композицию — у Франца Кренна. Он слушал лекции Антона Брукнера, которого впоследствии считал одним из главных своих учителей, хотя официально среди его учеников не числился.
Вена уже на протяжении столетия была одной из музыкальных столиц Европы, здесь витал дух Л. Бетховена и Ф. Шуберта, в 1870-х годах, помимо А. Брукнера, здесь жил И. Брамс, в концертах Общества любителей музыки выступали лучшие дирижёры во главе с Хансом Рихтером, в Придворной опере пели Аделина Патти и Паолина Лукка, а народные песни и танцы, в которых Малер черпал вдохновение как в юные, так и в зрелые годы, звучали на улицах многонациональной Вены постоянно. Осенью 1875 года столицу Австрии всколыхнул приезд Р. Вагнера, — за шесть недель, что он провёл в Вене, руководя постановками своих опер, все умы, по свидетельству современника, «помешались» на нём. Малер стал свидетелем страстной, доходившей до открытых скандалов полемики между поклонниками Вагнера и приверженцами Брамса, и если в раннем сочинении венского периода, фортепианном квартете ля-минор (1876), заметно подражание Брамсу, то в написанной четырьмя годами позже на собственный текст кантате «Жалобная песнь» уже чувствовалось влияние Вагнера и Брукнера.
Будучи студентом консерватории, Малер одновременно окончил экстерном гимназию в Йиглаве; в 1878—1880 годах слушал лекции по истории и философии в Венском университете, на жизнь зарабатывал уроками игры на фортепиано. В те годы в Малере видели блестящего пианиста, ему пророчили большое будущее, его композиторские опыты не находили понимания у профессоров; только за первую часть фортепианного квинтета он получил в 1876 году первую премию. В консерватории, которую он окончил в 1878 году, Малер сблизился с такими же непризнанными юными композиторами — Хуго Вольфом и Хансом Роттом; последний был ему особенно близок, и много лет спустя Малер писал Н. Бауэр-Лехнер: «Что потеряла музыка в нём, невозможно измерить: его гений достигает таких высот даже в Первой симфонии, написанной в 20 лет и делающей его — без преувеличения — основоположником новой симфонии, как я её понимаю». Очевидное влияние, оказанное Роттом на Малера (особенно заметное в Первой симфонии), дало повод современному исследователю назвать его недостающим звеном между Брукнером и Малером.
Вена стала для Малера второй родиной, приобщила его к шедеврам музыкальной классики и к новейшей музыке, определила круг его духовных интересов, научила терпеть нужду и переживать потери. В 1881 году он представил на Бетховенский конкурс свою «Жалобную песнь» — романтическую легенду о том, как кость убитого старшим братом рыцаря в руках шпильмана зазвучала, словно флейта, и изобличила убийцу. Пятнадцать лет спустя композитор именно «Жалобную песнь» назвал первым произведением, в котором он «нашёл себя как „Малера“», и присвоил ему опус первый. Но премию в 600 гульденов жюри, в состав которого входили И. Брамс, его главный венский приверженец Эдуард Ганслик, композитор Карл Гольдмарк и дирижёр Ханс Рихтер, присудило Роберту Фуксу. По свидетельству Н. Бауэр-Лехнер, Малер тяжело переживал поражение, много лет спустя говорил, что вся его жизнь сложилась бы иначе и, быть может, он никогда не связал бы себя с оперным театром, если бы выиграл конкурс. Годом раньше поражение в том же конкурсе потерпел и его друг Ротт — несмотря на поддержку Брукнера, чьим любимым учеником он был; насмешки членов жюри надломили его психику, и четыре года спустя 25-летний композитор окончил свои дни в лечебнице для умалишённых.
Малер свою неудачу пережил; отказавшись от композиции (в 1881 году он работал над оперой-сказкой «Рюбецаль», но так и не закончил её), он стал искать себя на ином поприще и в том же году принял свой первый дирижёрский ангажемент — в Лайбахе, современной Любляне.

### Начало дирижёрской карьеры
Курт Блаукопф называет Малера «дирижёром без учителя»: искусству управления оркестром он никогда не обучался; за пульт впервые встал, по-видимому, в консерватории, а в летний сезон 1880 года дирижировал опереттами в курортном театре Бад-Халле. В Вене места дирижёра для него не нашлось, и в первые годы он довольствовался временными ангажементами в разных городах, за 30 гульденов в месяц, периодически оказываясь безработным: в 1881 году Малер был первым капельмейстером в Лайбахе, в 1883-м недолгое время работал в Ольмюце. Вагнерианец Малер пытался в своей работе отстоять кредо Вагнера-дирижёра, в те времена для многих ещё оригинальное: дирижирование — это искусство, а не ремесло. «С того момента, когда я переступил порог ольмюцкого театра, — писал он своему венскому другу, — чувствую себя, как человек, ожидающий суда небесного. Если в одну повозку с волом запрягают благородного коня, ему ничего не остаётся делать, как только тащиться рядом,
обливаясь потом. […] Одно лишь чувство, что я страдаю ради моих великих мастеров, что, может быть, я всё-таки смогу забросить хотя бы искру их огня в души этих бедных людей, закаляет моё мужество. В лучшие часы я даю себе обет сохранить любовь и всё перенести — даже вопреки их насмешке».
«Бедные люди» — типичные для провинциальных театров того времени оркестранты-рутинёры; по свидетельству Малера, его ольмюцкий оркестр если иногда и относился к своему делу серьёзно, то исключительно из сострадания к дирижёру — «к этому идеалисту». С удовлетворением он сообщал, что дирижирует почти исключительно операми Дж. Мейербера и Дж. Верди, но изъял из репертуара, «путём всяких интриг», Моцарта и Вагнера: «отмахать» с таким оркестром «Дон Жуана» или «Лоэнгрина» для него было бы невыносимо.

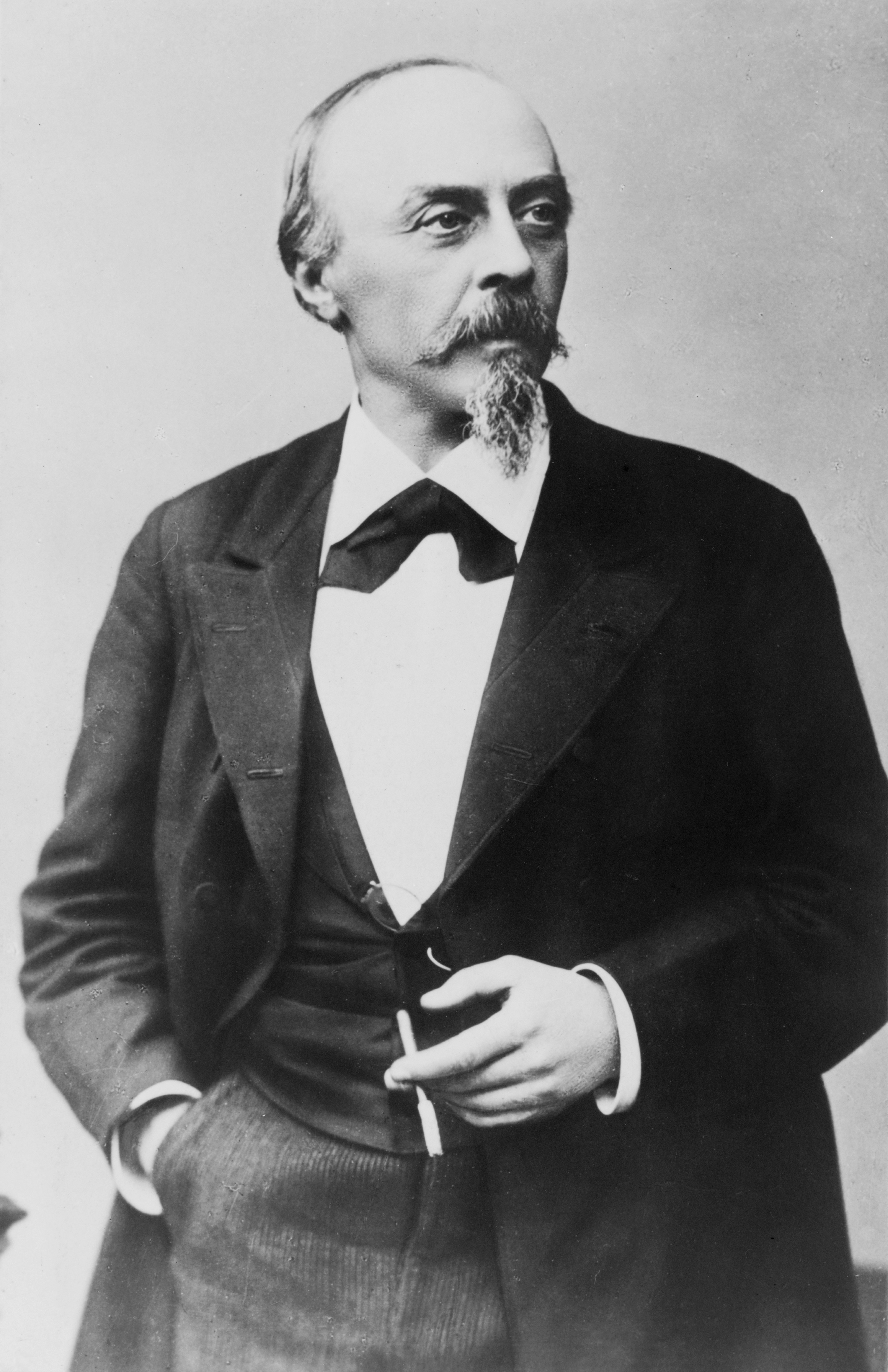
Ханс фон Бюлов

После Ольмюца Малер недолгое время был хормейстером итальянской оперной труппы в венском Карл-театре, а в августе 1883 года получил место второго дирижёра и хормейстера в Королевском театре Касселя, где задержался на два года. Несчастливая любовь к певице Иоганне Рихтер побудила Малера вернуться к композиции; ни опер, ни кантат он больше не писал — для своей возлюбленной Малер в 1884 году сочинил на собственный текст «Песни странствующего подмастерья» (нем. Lieder eines fahrenden Gesellen), самое романтическое своё сочинение, в первоначальной версии — для голоса и фортепиано, позже переработанное в вокальный цикл для голоса и оркестра. Но на публике это сочинение впервые было исполнено лишь в 1896 году.
В Касселе в январе 1884 года Малер впервые услышал знаменитого дирижёра Ханса фон Бюлова, совершавшего турне по Германии с Мейнингенской капеллой; не получив к нему доступа, написал письмо: «…Я — музыкант, который блуждает в пустынной ночи современного музыкального ремесла без путеводной звезды и подвергается опасности во всём усомниться или сбиться с пути. Когда во вчерашнем концерте я увидел, что достигнуто всё самое прекрасное, о чём я мечтал и что лишь смутно угадывал, — мне сразу стало ясно: вот твоя отчизна, вот твой наставник; твои странствия должны кончиться здесь или нигде». Малер просил Бюлова взять его с собой — в каком угодно качестве. Ответ он получил несколько дней спустя: Бюлов писал, что месяцев через восемнадцать, возможно, дал бы ему рекомендацию, если бы имел достаточные доказательства его способностей — как пианиста и как дирижёра; сам же он, однако, не в состоянии предоставить Малеру возможность продемонстрировать свои способности. Быть может, из лучших побуждений письмо Малера с нелицеприятным отзывом о кассельском театре Бюлов передал первому дирижёру театра, а тот, в свою очередь, директору. Как руководитель Мейнингенской капеллы, Бюлов, подыскивая себе в 1884—1885 годах заместителя, отдал предпочтение Рихарду Штраусу.
Разногласия с руководством театра заставили Малера в 1885 году покинуть Кассель; он предложил свои услуги директору Немецкой оперы в Праге Анджело Нойману и получил ангажемент на сезон 1885/86. Столица Чехии, с её музыкальными традициями, означала для Малера переход на более высокий уровень, «дурацкая художественная деятельность ради денег», как называл он свою работу, здесь обретала черты творческой деятельности, он работал с оркестром иного качества и впервые дирижировал операми В. А. Моцарта, К. В. Глюка и Р. Вагнера. Как дирижёр он имел успех и дал повод Нойману гордиться перед публикой своим умением открывать таланты. В Праге Малер был вполне доволен своей жизнью; но ещё летом 1885 года он прошёл месячное испытание в лейпцигском Новом театре и поторопился заключить контракт на сезон 1886/87, — освободиться от обязательств перед Лейпцигом ему не удалось.

### Лейпциг и Будапешт. Первая симфония
Лейпциг был для Малера желанным после Касселя, но не после Праги: «Здесь, — писал он венскому другу, — мои дела идут очень хорошо, и я, так сказать, играю первую скрипку, а в Лейпциге у меня будет в лице Никиша ревнивый и могущественный соперник».

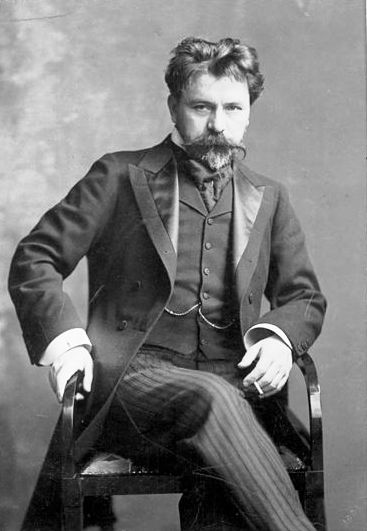
Артур Никиш

Артур Никиш, молодой, но уже знаменитый, открытый в своё время тем же Нойманом, был в Новом театре первым дирижёром, Малеру пришлось стать вторым. Между тем Лейпциг, с его знаменитой консерваторией и не менее знаменитым оркестром «Гевандхауз», был в те времена цитаделью музыкального профессионализма, и Прага в этом отношении едва ли могла с ним соперничать.
С Никишем, встретившим амбициозного коллегу насторожённо, отношения в конце концов сложились, и уже в январе 1887 года они были, как сообщал Малер в Вену, «добрыми товарищами». О Никише-дирижёре Малер писал, что спектакли под его управлением смотрит так же спокойно, как если бы дирижировал сам. Настоящей проблемой для него стало слабое здоровье главного дирижёра: затянувшаяся на четыре месяца болезнь Никиша заставила Малера работать за двоих. Дирижировать приходилось почти каждый вечер: «Можешь себе представить, — писал он другу, — как это изнурительно для человека, который относится к искусству серьёзно, и какое напряжение требуется, чтобы достойно выполнить такие большие задачи с возможно меньшей подготовкой». Но этот изнурительный труд значительно укрепил его положение в театре.
Внук К. М. Вебера Карл фон Вебер попросил Малера дописать по сохранившимся наброскам незавершённую оперу его деда «Три Пинто» (нем. Die drei Pintos); в своё время вдова композитора обращалась с этой просьбой к Дж. Мейерберу, а сын Макс — к В. Лахнеру, в обоих случаях безуспешно. Состоявшаяся 20 января 1888 года премьера оперы, обошедшей затем многие сцены Германии, стала первым триумфом Малера-композитора.

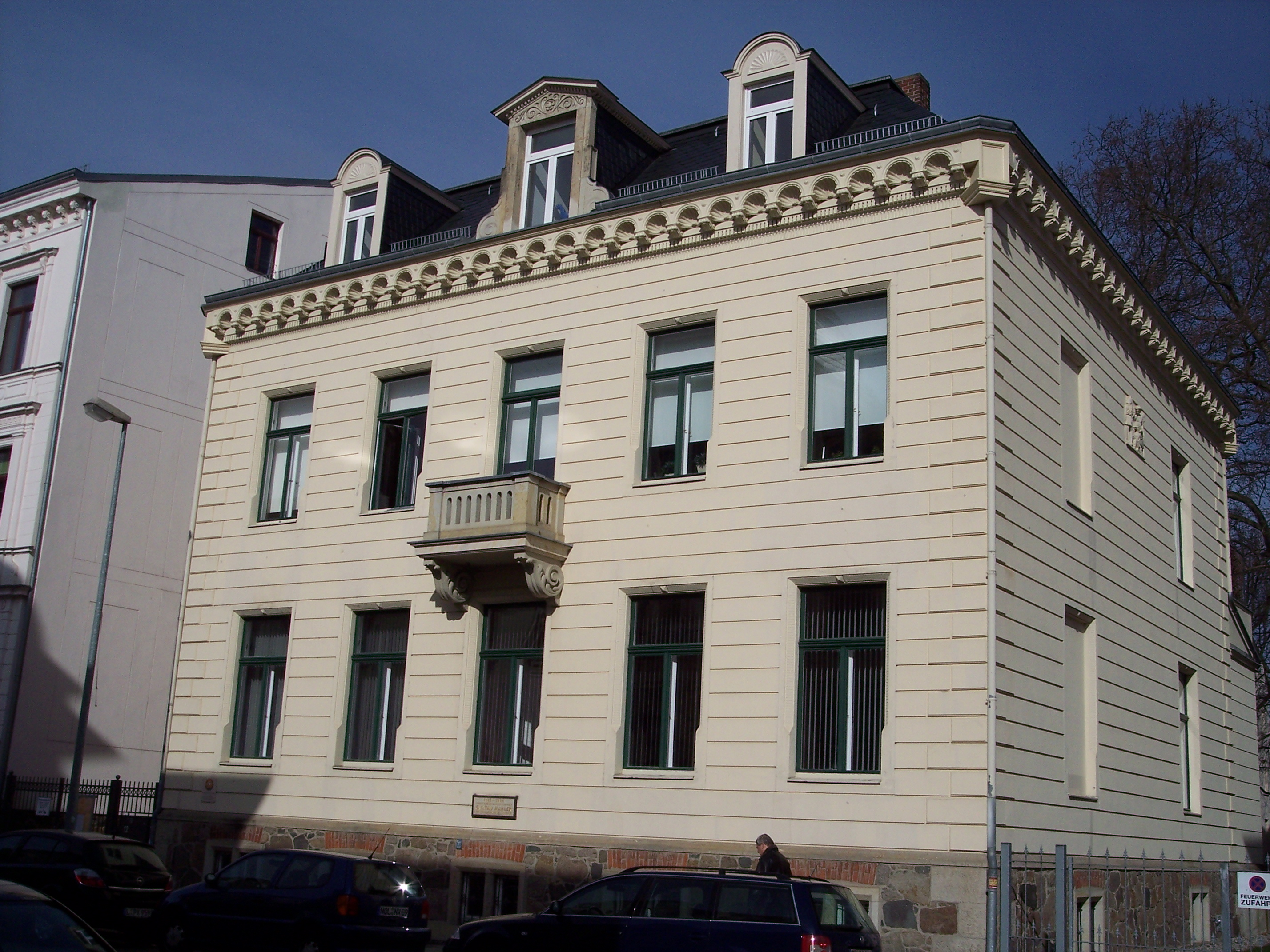
Дом, в котором жил Малер в Лейпциге

Работа над оперой имела для него и иные последствия: жена Вебера-внука, Марион, мать четверых детей, стала новой безнадёжной любовью Малера. И снова, как это уже было в Касселе, любовь пробудила в нём творческую энергию — «как будто… открылись все шлюзы», по свидетельству самого композитора, в марте 1888 года «неудержимо, как горный поток» выплеснулась Первая симфония, которой многие десятилетия спустя суждено было стать самым исполняемым из его сочинений. Но первое исполнение симфонии (в её первоначальной редакции) состоялось уже в Будапеште.
Проработав в Лейпциге два сезона, Малер покинул его в мае 1888 года — из-за разногласий с руководством театра. Непосредственным поводом стал острый конфликт с помощником режиссёра, который в те времена в театральной табели о рангах располагался выше второго дирижёра; немецкий исследователь Й. М. Фишер считает, что Малер искал повода, истинной же причиной ухода могла быть как несчастливая любовь к Марион фон Вебер, так и то обстоятельство, что в присутствии Никиша он в Лейпциге не мог стать первым дирижёром. В Королевской опере Будапешта Малеру предложили пост директора и жалование в десять тысяч гульденов в год.
Созданный всего за несколько лет до этого театр пребывал в кризисе — нёс убытки из-за низкой посещаемости, терял артистов. Первый его директор, Ференц Эркель, пытался возместить потери многочисленными гастролёрами, из которых каждый привозил в Будапешт родной язык, и порою в одном спектакле, помимо венгерской, можно было наслаждаться итальянской и французской речью. Малеру, возглавившему коллектив осенью 1888 года, предстояло превратить Будапештскую оперу в подлинно национальный театр: резко сократив число гастролёров, он добился того, что в театре пели только по-венгерски, — хотя самому директору овладеть языком так и не удалось; он искал и находил таланты среди венгерских певцов и в течение года переломил ситуацию, создав дееспособный ансамбль, с которым можно было исполнять даже оперы Вагнера. Что же касается гастролёров, то Малеру удалось привлечь в Будапешт лучшее драматическое сопрано конца столетия — Лилли Леман, исполнившую ряд партий в его спектаклях, в том числе донну Анну в постановке «Дон Жуана», вызвавшей восхищение И. Брамса.
Отец Малера, страдавший тяжёлой болезнью сердца, медленно угасал на протяжении нескольких лет и умер в 1889 году; несколько месяцев спустя, в октябре, умерла мать, в конце того же года — и старшая из сестёр, 26-летняя Леопольдина; на Малера легли заботы о младшем брате, 16-летнем Отто (этого музыкально одарённого юношу он определил в Венскую консерваторию), и двух сёстрах — взрослой, но ещё незамужней Юстине и 14-летней Эмме. В 1891 году он писал венскому другу: «Я от всей души желал бы, чтобы хоть Отто в ближайшее время разделался со своими экзаменами и с воинской повинностью: тогда для меня стал бы проще этот бесконечно сложный процесс добывания денег. Я совсем увял и только мечтаю о том времени, когда мне не нужно будет столько зарабатывать. К тому же, большой вопрос, долго ли я буду ещё в силах делать это».
20 ноября 1889 года в Будапеште состоялась под управлением автора премьера Первой симфонии, в то время ещё «Симфонической поэмы в двух частях» (нем. Symphonisches Gedicht in zwei Theilen). Случилось это после безуспешных попыток организовать исполнение симфонии в Праге, Мюнхене, Дрездене и Лейпциге, и в самом Будапеште Малеру удалось провести премьеру только потому, что он уже завоевал признание как директор Оперы. Так смело, пишет Й. М. Фишер, в истории музыки ещё не начинал ни один симфонист; наивно убеждённый в том, что его сочинение не может не понравиться, Малер тут же поплатился за свою смелость: не только будапештскую публику и критику, но даже его близких друзей симфония повергла в недоумение, и, скорее к счастью для композитора, это первое исполнение сколько-нибудь широкого резонанса не имело.
Слава Малера-дирижёра между тем росла: после трёх успешных сезонов, под давлением нового интенданта театра, графа Зичи (националиста, которого, если верить немецким газетам, не устраивал директор-немец), он покинул театр в марте 1891 года и тут же получил куда более лестное приглашение — в Гамбург. Поклонники проводили его достойно: когда в день объявления об отставке Малера Шандор Эркель (сын Ференца) дирижировал «Лоэнгрином», последней постановкой уже бывшего директора, его то и дело прерывали требованиями вернуть Малера, и только полиция смогла успокоить галёрку.

### Гамбург

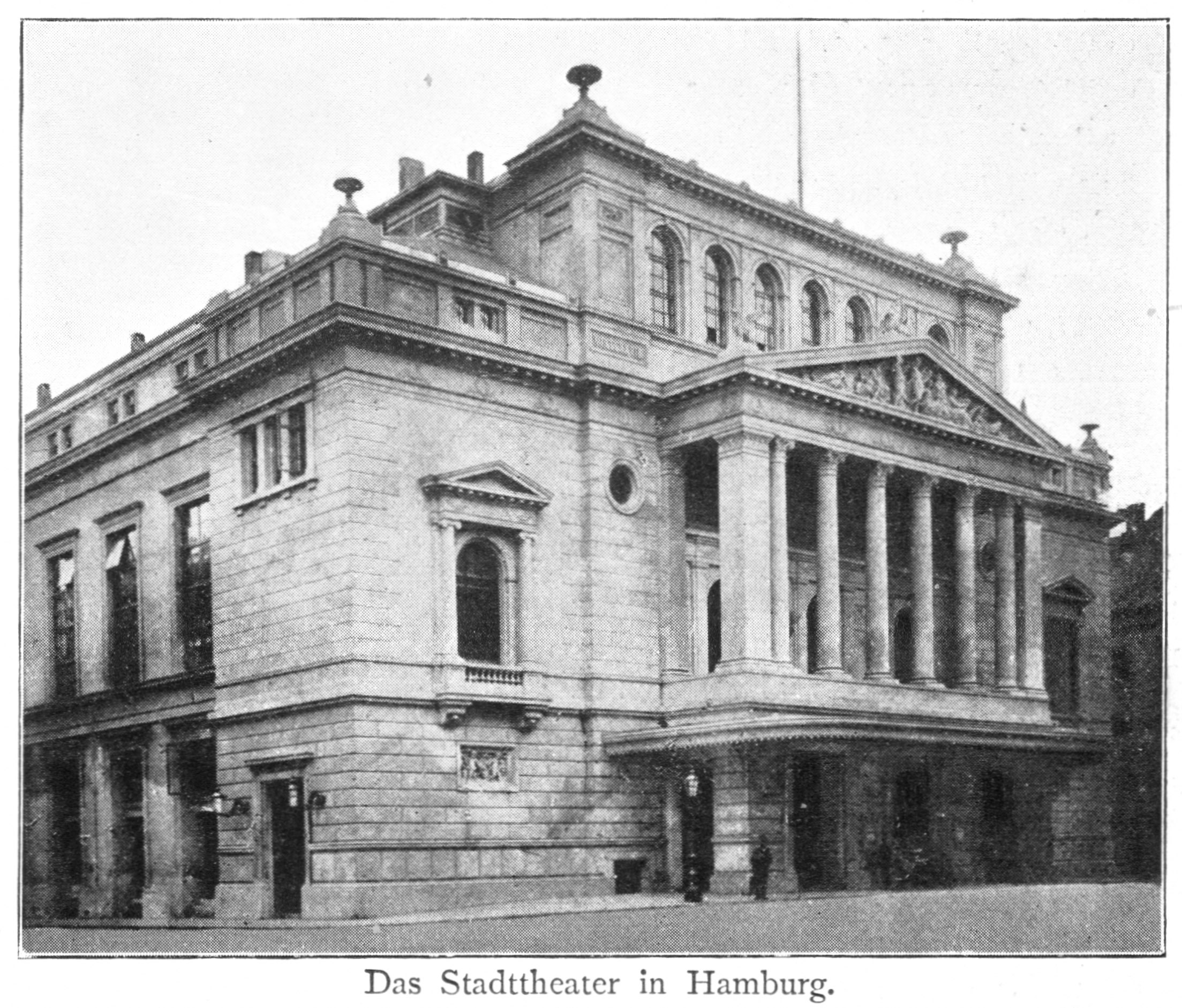
Городской театр Гамбурга в 1890 году

Городской театр Гамбурга был в те годы одной из главных оперных сцен Германии, уступая по значению только придворным операм Берлина и Мюнхена; Малер занял пост первого капельмейстера с очень высоким по тем
временам жалованием — четырнадцать тысяч марок в год. Здесь судьба вновь свела его с Бюловом, руководившим в вольном городе абонементными концертами. Только теперь Бюлов оценил Малера, демонстративно раскланивался с ним даже с концертной эстрады, охотно уступал ему место за пультом — в Гамбурге Малер дирижировал и симфоническими концертами, — в конце концов преподнёс ему лавровый венок с надписью: «Пигмалиону Гамбургской Оперы — Ханс фон Бюлов» — как дирижёру, сумевшему вдохнуть новую жизнь в Городской театр. Но Малер-дирижёр уже нашёл свой путь, и Бюлов больше не был для него божеством; теперь в признании гораздо больше нуждался Малер-композитор, но именно в этом Бюлов ему отказывал: сочинений младшего коллеги он не исполнял. Первая часть Второй симфонии («Тризна») вызвала у маэстро, по свидетельству автора, «припадок нервического ужаса»; в сравнении с этим сочинением «Тристан» Вагнера казался ему гайдновской симфонией.
В январе 1892 года Малер, капельмейстер и режиссёр в одном лице, как писали местные критики, ставил в своём театре «Евгения Онегина»; П. И. Чайковский прибыл в Гамбург, исполненный решимости лично продирижировать премьерой, но быстро отказался от этого намерения: «…Здесь капельмейстер, — писал он в Москву, — не какой-нибудь средней руки, а просто гениальный… Вчера я слышал под его управлением удивительнейшее исполнение „Тангейзера“». В том же году во главе оперной труппы театра, с тетралогией Вагнера «Кольцо нибелунга» и бетховенским «Фиделио», Малер провёл более чем успешные гастроли в Лондоне, сопровождавшиеся в том числе и хвалебными рецензиями Бернарда Шоу. Когда в феврале 1894 года умер Бюлов, руководство абонементными концертами предоставили Малеру.
Малер-дирижёр уже не нуждался в признании, но в годы скитаний по оперным театрам его преследовал образ Антония Падуанского, проповедующего рыбам; и в Гамбурге этот печальный образ, впервые упомянутый в одном из писем лейпцигского периода, нашёл своё воплощение и в вокальном цикле «Волшебный рог мальчика», и во Второй симфонии. В начале 1895 года Малер писал, что мечтает теперь лишь об одном — «работать в маленьком городке, где нет ни „традиций“, ни хранителей „вечных законов прекрасного“, среди наивных простых людей...» Людям, работавшим с ним, приходили на память «Музыкальные страдания капельмейстера Иоганнеса Крейслера» Э. Т. А. Гофмана. Вся его мучительная работа в оперных театрах, бесплодная, как представлялось ему самому, борьба с филистерством, казалась новым изданием сочинения Гофмана и наложила отпечаток на его характер, по описаниям современников — жёсткий и неровный, с резкими перепадами настроения, с нежеланием сдерживать свои эмоции и неумением щадить чужое самолюбие. Бруно Вальтер, в то время начинающий дирижёр, познакомившийся с Малером в Гамбурге в 1894 году, описал его как человека «бледного, худощавого, невысокого роста, с удлинённым лицом, изборождённым морщинами, говорившими о его страданиях и его юморе», человека, на лице которого одно выражение сменялось другим с удивительной быстротой. «И весь он, — писал Бруно Вальтер, — точное воплощение капельмейстера Крейслера, настолько же привлекательное, демоническое и пугающее, насколько может его представить себе юный читатель гофмановских фантазий». И не только «музыкальные страдания» Малера заставляли вспомнить немецкого романтика — Бруно Вальтер, помимо прочего, отмечал странную неровность его походки, с неожиданными остановками и столь же внезапными рывками вперёд: «…Я, наверное, не удивился бы, если бы, попрощавшись со мной и всё быстрее шагая прочь, он вдруг улетел от меня, превратившись в коршуна, как архивариус Линдгорст на глазах студента Ансельма в „Золотом горшке“ Гофмана».

#### Первая и Вторая симфонии

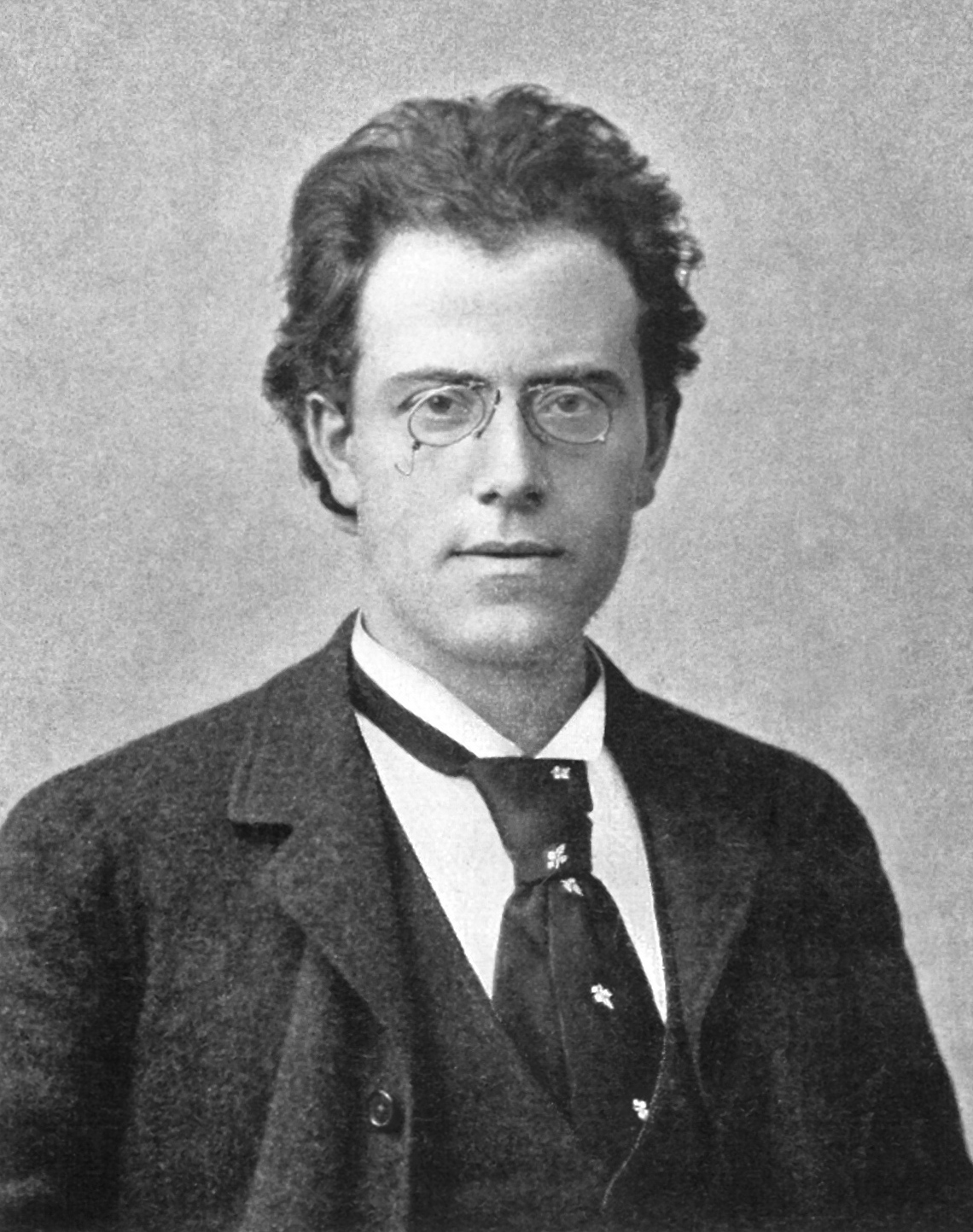
Густав Малер в 1892 году

В октябре 1893 года в Гамбурге Малер в очередном концерте, наряду с бетховенским «Эгмонтом» и «Гебридами» Ф. Мендельсона, исполнил свою Первую симфонию, теперь уже как программное сочинение под названием «Титан: Поэма в форме симфонии». Приём ей был оказан несколько более тёплый, чем в Будапеште, хотя в критике и насмешках тоже недостатка не было, и девять месяцев спустя в Веймаре Малер предпринял новую попытку дать концертную жизнь своему сочинению, на этот раз добившись по крайней мере настоящего резонанса: «В июне 1894 года, — вспоминал Бруно Вальтер, — по всей музыкальной прессе прокатился вопль негодования — отзвук исполнявшейся в Веймаре на фестивале „Всеобщего немецкого музыкального союза“ Первой симфонии...». Но, как оказалось, злополучная симфония обладала способностью не только возмущать и раздражать, но и вербовать молодому композитору искренних приверженцев; одним из них — на всю оставшуюся жизнь — и стал Бруно Вальтер: «Судя по критическим отзывам, это произведение своей пустотой, банальностью и нагромождением несоразмерностей вызвало справедливое негодование; особенно раздражённо и насмешливо отзывались о „Траурном марше в манере Калло“. Помню, с каким волнением я проглатывал газетные отчёты об этом концерте; я восхищался неизвестным мне смелым автором такого странного траурного марша и страстно желал познакомиться с этим необыкновенным человеком и с его необыкновенным сочинением».
В Гамбурге разрешился наконец творческий кризис, продолжавшийся четыре года (после Первой симфонии Малер написал лишь цикл песен для голоса и фортепиано). Сначала появился вокальный цикл «Волшебный рог мальчика», для голоса и оркестра, а в 1894 году была закончена Вторая симфония, в первой части которой («Тризне») композитор, по собственному признанию, «похоронил» героя Первой, наивного идеалиста и мечтателя. Это было прощание с иллюзиями молодости. «В то же время, — писал Малер музыкальному критику Максу Маршальку, — эта часть — великий вопрос: Почему ты жил? почему ты страдал? неужели всё это — только огромная страшная шутка?».
Как сказал Иоганнес Брамс в одном из писем к Малеру, «бременцы немузыкальны, а гамбуржцы антимузыкальны», — для представления своей Второй симфонии Малер выбрал Берлин: в марте 1895 года он исполнил её первые три части в концерте, который вообще проходил под управлением Рихарда Штрауса. И хотя в целом приём больше походил на провал, чем на триумф, Малер впервые нашёл понимание даже у своих критиков. Вдохновлённый их поддержкой, в декабре того же года он исполнил симфонию целиком — с Берлинским филармоническим оркестром. Билеты на концерт продавались так плохо, что зал в конце концов заполнили студентами консерватории; но у этой аудитории сочинение Малера имело успех; то «потрясающее», по свидетельству Бруно Вальтера, впечатление, какое произвела на публику заключительная часть симфонии, удивило даже самого композитора. И хотя он ещё долго считал себя и действительно оставался «очень неизвестным и очень неисполняемым» (нем. sehr unberühmt und sehr unaufgeführt), с этого берлинского вечера, несмотря на неприятие и насмешки большей части критики, началось постепенное завоевание публики.

#### Призыв в Вену
Гамбургские успехи Малера-дирижёра не остались незамеченными в Вене: с конца 1894 года к нему приезжали агенты — посланцы Придворной оперы для предварительных переговоров, к которым он, впрочем, относился скептически: «При теперешнем положении дел на свете, — писал он одному из друзей, — моё еврейское происхождение преграждает мне путь в любой придворный театр. И Вена, и Берлин, и Дрезден, и Мюнхен для меня закрыты. Везде дует тот же самый ветер». Поначалу это обстоятельство как будто не слишком сильно его огорчало: «Что ожидало бы в Вене меня с моей обычной манерой браться за дело? Стоило бы мне хоть однажды попытаться внушить моё понимание какой-нибудь бетховенской симфонии знаменитому оркестру Венской филармонии, воспитанному добропорядочным Хансом, — и я тотчас натолкнулся бы на самое ожесточённое сопротивление». Всё это Малер уже переживал, даже в Гамбурге, где его положение было прочным, как никогда и нигде прежде; и в то же время он постоянно жаловался на тоску по «родине», каковой для него уже давно стала Вена.
23 февраля 1897 года Малер крестился, и мало кто из его биографов сомневался в том, что решение это было напрямую связано с ожиданием приглашения в Придворную оперу: Вена для него стоила обедни. Вместе с тем обращение Малера в католицизм не противоречило ни его культурной принадлежности — Питер Франклин в своей книге показывает, что ещё в Йиглаве (не говоря уже о Вене) он был теснее связан с католической культурой, чем с иудейской, хотя и посещал с родителями синагогу, — ни его духовным исканиям гамбургского периода: после пантеистической Первой симфонии, во Второй, с её идеей всеобщего воскресения и образом Страшного суда, восторжествовало христианское миросозерцание; едва ли, пишет Георг Борхардт, желание стать первым придворным капельмейстером в Вене было единственной причиной крещения.
В марте 1897 года Малер как симфонический дирижёр совершил небольшое турне — дал концерты в Москве, Мюнхене и Будапеште; в апреле он подписал контракт с Придворной оперой. «Антимузыкальные» гамбуржцы всё-таки понимали, кого теряют, — австрийский музыкальный критик Людвиг Карпат в своих воспоминаниях привёл газетное сообщение о «прощальном бенефисе» Малера, состоявшемся 16 апреля: «При его появлении в оркестре — троекратный туш. […] Сперва Малер блестяще, великолепно продирижировал „Героической симфонией“. Нескончаемая овация, нескончаемый поток цветов, венки, лавры… После этого — „Фиделио“. […] Снова нескончаемая овация, венки от дирекции, от товарищей по оркестру, от публики. Целые горы цветов. После финала публика не хотела расходиться и вызывала Малера не меньше шестидесяти раз». В Придворную оперу Малера пригласили третьим дирижёром, но, как утверждал его гамбургский друг Й. Б. Фёрстер, он отправлялся в Вену с твёрдым намерением стать первым.

### Вена. Придворная опера

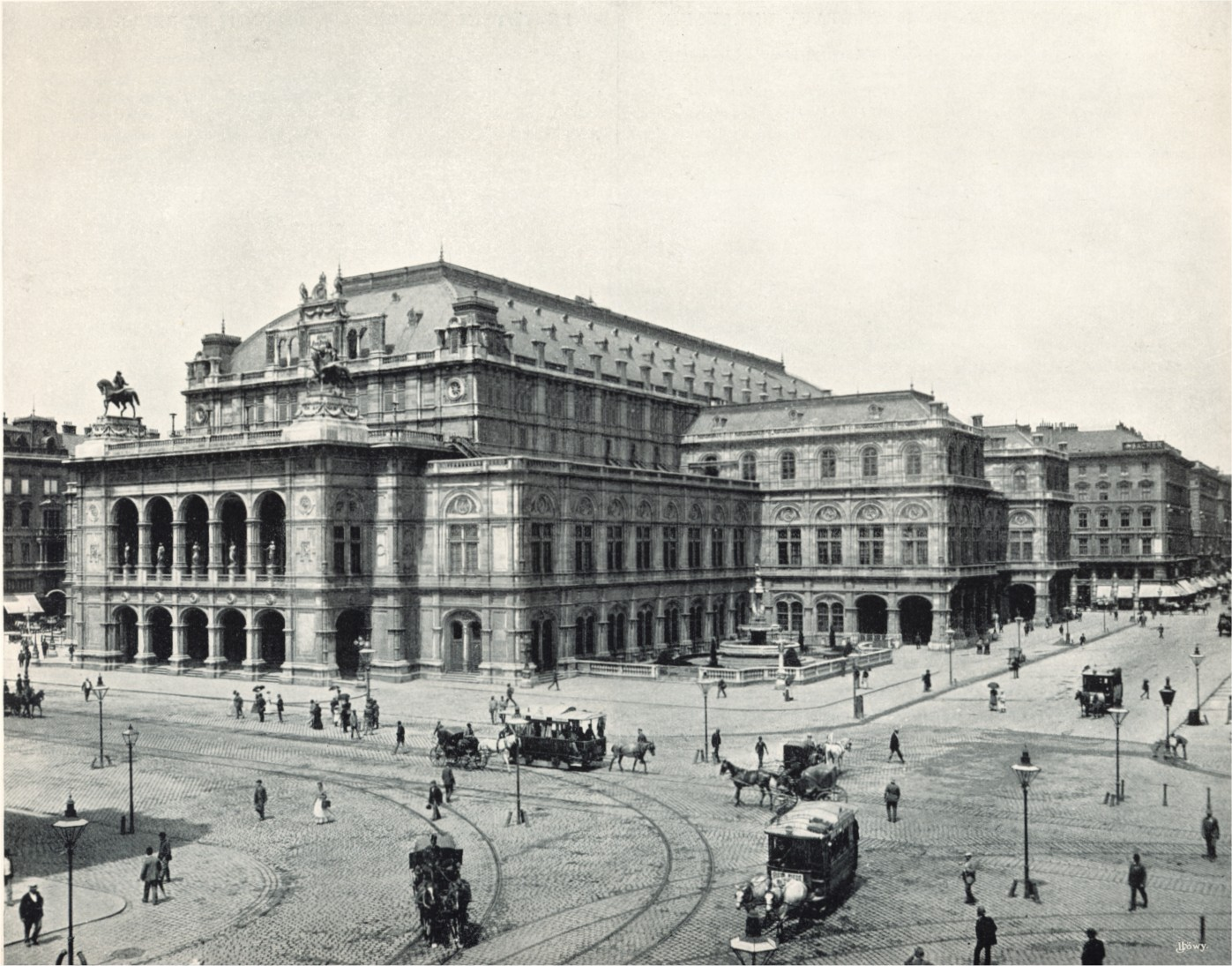
Придворная опера в 1898 году

Вена конца 1890-х годов была уже не той Веной, которую Малер знал в дни своей юности: столица империи Габсбургов стала менее либеральной, более консервативной и как раз в эти годы превращалась, по словам Й. М. Фишера, в нерестилище для антисемитизма в немецкоговорящем мире. 14 апреля 1897 года «Reichspost» сообщила своим читателям о результатах проведённого расследования: еврейство нового дирижёра подтвердилось, и какие бы панегирики ни слагала своему идолу еврейская пресса, действительность их опровергнет, «как только герр Малер начнёт извергать с подиума свои идишские интерпретации». Не в пользу Малера оказалась и его давняя дружба с Виктором Адлером, одним из лидеров австрийской социал-демократии.
Изменилась и собственно культурная атмосфера, и многое в ней было Малеру глубоко чуждо, как характерное для fin de siècle увлечение мистицизмом и «оккультизмом». Уже не было в живых ни Брукнера, ни Брамса, с которым он успел подружиться в свой гамбургский период; в «новой музыке», именно для Вены, главной фигурой стал Рихард Штраус, во многих отношениях — антипод Малера.
Было ли это связано с газетными публикациями, но персонал Придворной оперы встретил нового дирижёра холодно. 11 мая 1897 года Малер впервые предстал перед венской публикой, — исполнение вагнеровского «Лоэнгрина» подействовало на неё, по свидетельству Бруно Вальтера, «подобно буре и землетрясению». В августе Малеру в буквальном смысле слова пришлось работать за троих: один из дирижёров, Иоганн Непомук Фукс, находился в отпуске, другой, Ханс Рихтер, из-за наводнения не успел вовремя вернуться из отпуска, — как когда-то в Лейпциге, дирижировать приходилось едва ли не каждый вечер и едва ли не с листа. При этом Малер ещё нашёл в себе силы подготовить новую постановку комической оперы А. Лортцинга «Царь и плотник».
Его бурная деятельность не могла не произвести впечатление — как на публику, так и на коллектив театра. Когда в сентябре того же года, несмотря на активное противодействие влиятельной Козимы Вагнер (движимой не только её вошедшим в пословицу антисемитизмом, но и желанием видеть на этом посту Феликса Моттля), Малер сменил уже немолодого Вильгельма Яна на посту директора Придворной оперы, назначение это ни для кого не стало неожиданностью. В те времена для австрийских и немецких оперных дирижёров этот пост был венцом карьеры, не в последнюю очередь и потому, что австрийская столица на оперу средств не жалела, и нигде прежде Малер не располагал такими широкими возможностями для воплощения своего идеала — настоящей «музыкальной драмы» на оперной сцене.

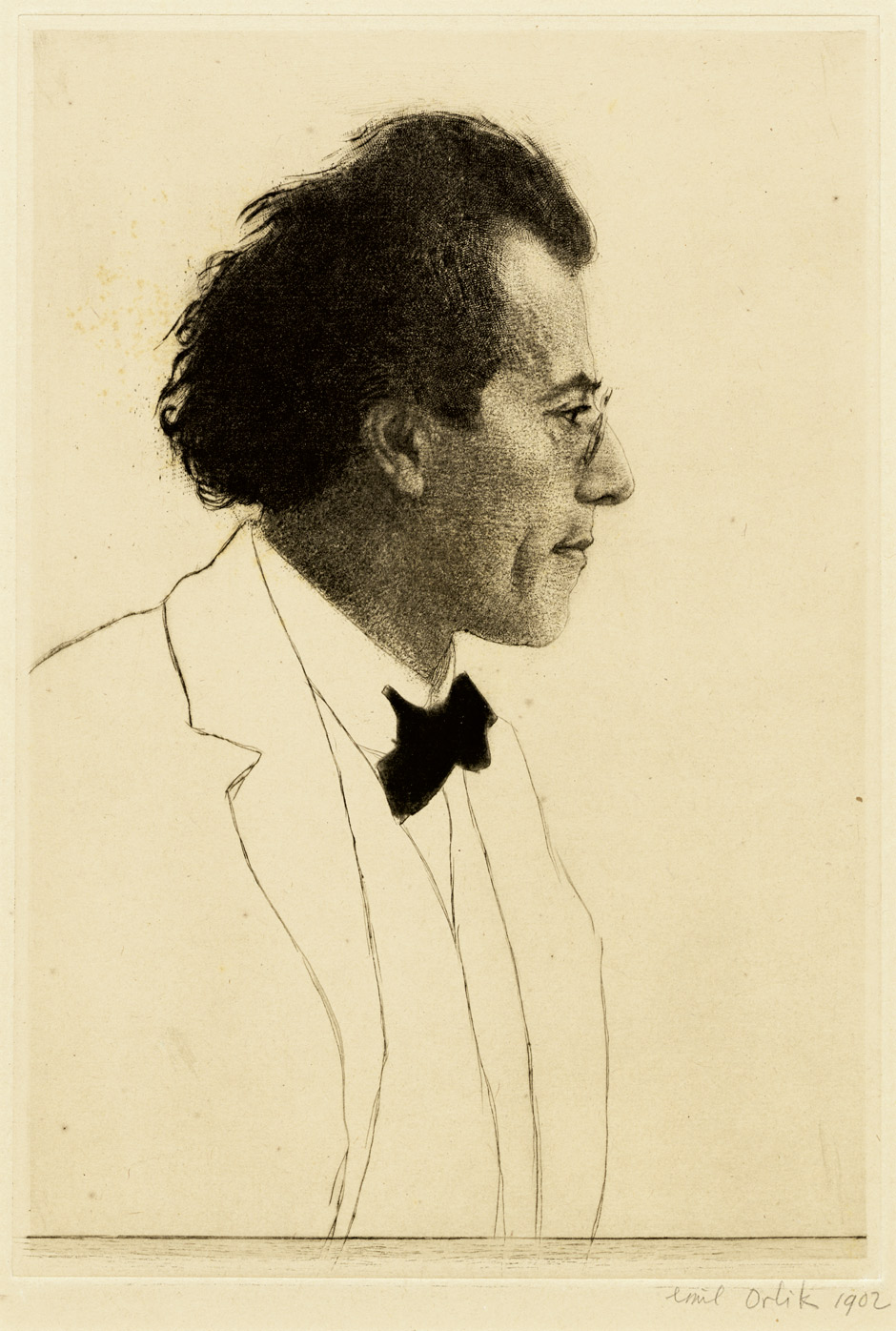
Малер в 1902 году, портрет работы Эмиля Орлика

Многое в этом направлении ему подсказывал драматический театр, где, как и в опере, во второй половине XIX века ещё царили премьеры и примадонны — демонстрация их мастерства превращалась в самоцель, под них формировался репертуар, вокруг них строился спектакль, при этом разные пьесы (оперы) могли разыгрываться в одних и тех же условных декорациях: антураж значения не имел. Мейнингенцы, руководимые Людвигом Кронеком, впервые выдвинули принципы ансамблевости, подчинения всех компонентов спектакля единому замыслу, доказали необходимость организующей и направляющей руки режиссёра, что в оперном театре означало в первую очередь — дирижёра. У последователя Кронека Отто Брама Малер заимствовал даже некоторые внешние приёмы: приглушённый свет, паузы и неподвижные мизансцены. Он нашёл настоящего единомышленника, чуткого к его замыслам, в лице Альфреда Роллера. Никогда прежде не работавший в театре, назначенный Малером в 1903 году главным художником Придворной оперы, Роллер, обладавший острым чувством колорита, оказался прирождённым театральным художником — вместе они создали ряд шедевров, составивших целую эпоху в истории австрийского театра.
В городе, одержимом музыкой и театром, Малер быстро стал одной из самых популярных фигур; император Франц-Иосиф уже в первый сезон удостоил его личной аудиенции, обер-гофмейстер князь Рудольф фон Лихтенштейн от души поздравлял с завоеванием столицы. Он не стал, пишет Бруно Вальтер, «любимцем Вены», для этого в нём было слишком мало добродушия, но обострённый интерес вызывал у всех: «Когда он шёл по улице, со шляпой в руке… даже извозчики, оборачиваясь ему вслед, возбуждённо и испуганно шептали: „Малер!..“». Директор, уничтоживший в театре клаку, запретивший впускать опоздавших во время увертюры или первого акта — что было для того времени подвигом Геракла, непривычно сурово обходившийся с оперными «звёздами», любимцами публики, представлялся венцам человеком исключительным; его обсуждали повсюду, язвительные остроты Малера моментально расходились по городу. Из уст в уста передавалась фраза, которой Малер ответил на упрёк в нарушении традиций: «То, что ваша театральная публика называет „традицией“, не что иное, как её комфорт и расхлябанность».
За годы работы в Придворной опере Малер освоил необычайно разнообразный репертуар — от К. В. Глюка и В. А. Моцарта до Г. Шарпантье и Х. Пфицнера; он заново открывал для публики и такие сочинения, которые никогда прежде успехом не пользовались, включая «Жидовку» Ф. Галеви и «Белую даму» Ф.-А. Буальдье. При этом, пишет Л. Карпат, Малеру интереснее было очищать от рутинных наслоений старые оперы, «новинки», среди которых оказалась и «Аида» Дж. Верди, в целом увлекали его заметно меньше. Хотя и здесь были исключения, в том числе «Евгений Онегин», которого Малер с успехом ставил и в Вене. Он привлёк в Придворную оперу и новых дирижёров: Франца Шалька, Бруно Вальтера, позже — Александра фон Цемлинского.
С ноября 1898 года Малер регулярно выступал и с Венским филармоническим оркестром: «филармоники» избрали его своим главным (так называемым «абонементным») дирижёром. Под его управлением в феврале 1899 года состоялась запоздалая премьера Шестой симфонии уже покойного А. Брукнера, с ним в 1900 году знаменитый оркестр впервые выступил за рубежом — на Всемирной выставке в Париже. При этом его интерпретации многих сочинений и особенно ретуши, которые он вносил в инструментовку Пятой и Девятой симфоний Бетховена, у значительной части публики вызывали недовольство, и осенью 1901 года Венский филармонический оркестр отказался избрать его главным дирижёром на новый трёхлетний срок.

#### Альма

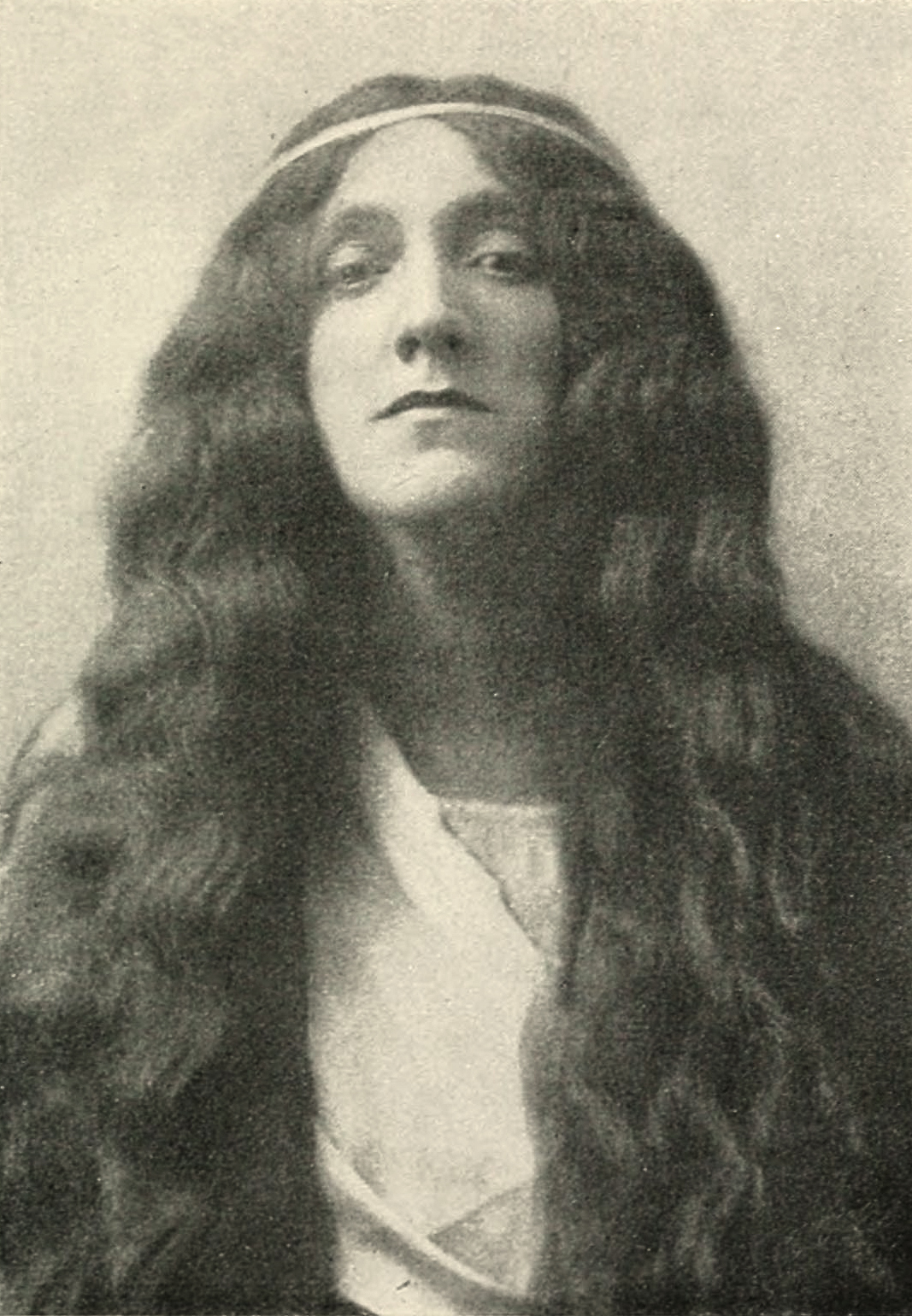
Анна фон Мильденбург

В середине 1890-х годов Малер сблизился с молодой певицей Анной фон Мильденбург, уже в гамбургский период добившейся под его наставничеством немалых успехов, в том числе в сложном для вокалистов вагнеровском репертуаре. Много лет спустя она вспоминала, как коллеги по театру представляли ей тирана Малера: «Ведь вы ещё думаете, что четвертная нота и есть четвертная нота! Нет, у любого человека четверть —
это одно, а у Малера — совсем другое!» Как и Лилли Леманн, пишет Й. М. Фишер, Мильденбург была одной из тех драматических актрис на оперной сцене (по-настоящему востребованных лишь во второй половине XX века), для которых пение — лишь одно из многих выразительных средств, при этом она обладала редким даром трагической актрисы.
Некоторое время Мильденбург была невестой Малера; кризис в этих крайне эмоциональных отношениях наступил, по-видимому, весной 1897 года — во всяком случае, летом Малер уже не хотел, чтобы Анна последовала за ним в Вену, и настоятельно рекомендовал ей продолжить карьеру в Берлине. Тем не менее в 1898 году она подписала контракт с Венской Придворной оперой, играла важную роль в предпринятых Малером реформах, пела главные женские партии в его постановках «Тристана и Изольды», «Фиделио», «Дон Жуана», «Ифигении в Авлиде» К. В. Глюка, но прежние отношения уже не возродились. Это не мешало Анне о своём бывшем женихе вспоминать с благодарностью: «Малер повлиял на меня всей мощью своей натуры, для которой, как кажется, нет никаких границ, ничего невозможного; он везде предъявляет самые высокие требования и не допускает пошлого приспособления, которое заставляет легко покоряться обычаю, рутине… Видя его непримиримость ко всему банальному, я обретала мужество в своём искусстве…».
В начале ноября 1901 года Малер познакомился с Альмой Шиндлер. Как стало известно из её опубликованного посмертно дневника, первая встреча, не вылившаяся в знакомство, состоялась ещё летом 1899 года; тогда она записала в дневнике: «Я люблю и чту его как художника, но как мужчина он не интересует меня совершенно». Дочь художника Эмиля Якоба Шиндлера, падчерица его ученика Карла Молля, Альма выросла в окружении людей искусства, была, как считали её друзья, одарённой художницей и одновременно искала себя на музыкальном поприще: обучалась игре на фортепиано, брала уроки композиции, в том числе у Александра фон Цемлинского, который считал её увлечение недостаточно основательным, не принимал всерьёз её композиторские опыты (песни на стихи немецких поэтов) и советовал оставить это занятие. Она уже едва не вышла замуж за Густава Климта, а встречи с директором Придворной оперы в ноябре 1901-го искала, чтобы ходатайствовать за своего нового возлюбленного — Цемлинского, чей балет не был принят к постановке.

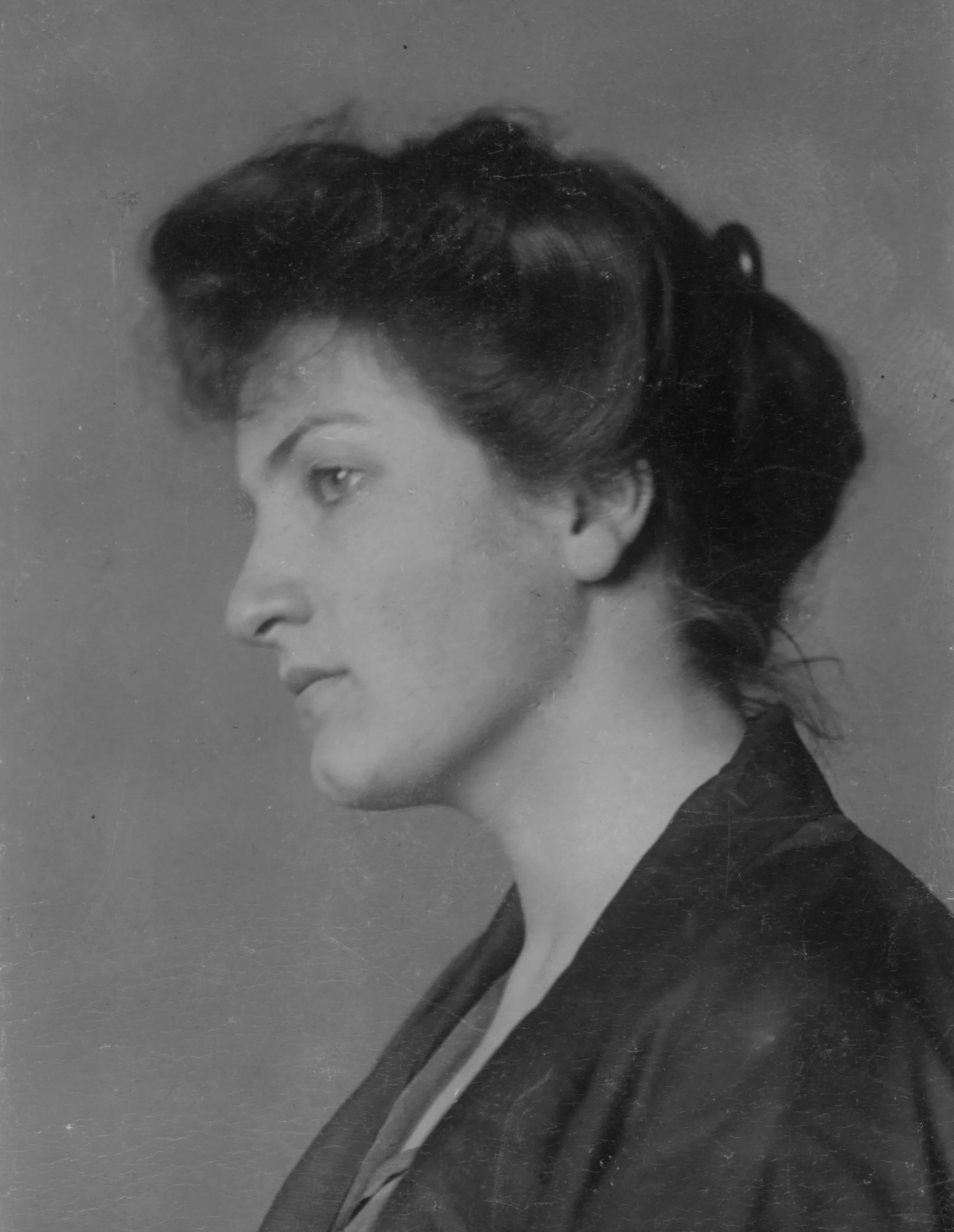
Альма Шиндлер

Альма, «красивая, утончённая женщина, воплощение поэзии», по словам Фёрстера, во всём была противоположностью Анны; она была и красивее, и женственнее, и ростом Малеру подходила больше, чем Мильденбург, по свидетельствам современников очень высокая. Но при этом Анна была определённо умнее и намного лучше понимала Малера и знала ему цену, о чём, пишет Й. М. Фишер, красноречиво свидетельствуют хотя бы воспоминания о нём, оставленные каждой из женщин. Опубликованные сравнительно недавно дневники Альмы и её письма дали исследователям новые основания для нелестных оценок её интеллекта и образа мыслей. И если Мильденбург свои творческие амбиции реализовала, следуя за Малером, то амбиции Альмы рано или поздно должны были прийти в противоречие с потребностями Малера, с его поглощённостью собственным творчеством.
Малер был старше Альмы на 19 лет, но ей и прежде случалось увлекаться мужчинами, вполне или почти годившимися ей в отцы. Как и Цемлинский, Малер не видел в ней композитора и ещё задолго до свадьбы писал Альме, что ей придётся обуздать свои амбиции, если они поженятся. В декабре 1901 года состоялась помолвка, а 9 марта следующего года они обвенчались — несмотря на протесты матери и отчима Альмы и предостережения друзей семьи: вполне разделяя их антисемитизм, Альма, по собственному её признанию, никогда не могла устоять перед гениями. И в первое время их совместная жизнь, по крайней мере внешне, вполне походила на идиллию, особенно в летние месяцы в Майерниге, где возросшее материальное благополучие позволило Малеру построить виллу. В начале ноября 1902 года родилась их старшая дочь, Мария Анна, в июне 1904-го — младшая, Анна Юстина.

#### Сочинения венского периода
Работа в Придворной опере не оставляла времени для собственных сочинений. Уже в свой гамбургский период сочинял Малер преимущественно летом, оставляя на зиму лишь оркестровку и доработку. В местах его постоянного отдыха — с 1893 года это был Штайнбах-ам-Аттерзее, а с 1901-го Майерниг на Вёртер-Зе — для него сооружались маленькие рабочие домики («Komponierhäuschen») в уединённом месте на лоне природы.

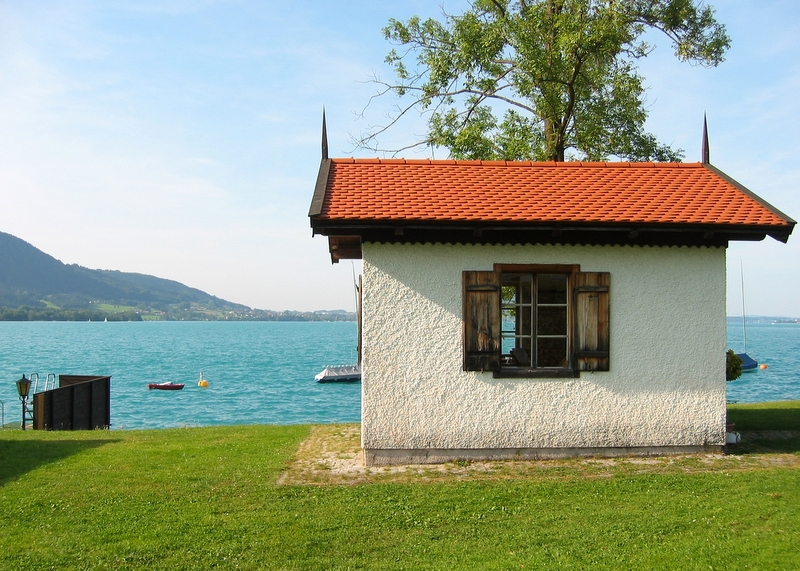
Рабочий домик Малера в Штайнбах-ам-Аттерзее

Ещё в Гамбурге Малер написал Третью симфонию, в которой, как сообщал он Бруно Вальтеру, начитавшись критики по поводу первых двух, в очередной раз должна была предстать во всей своей неприглядной наготе «пустота и грубость» его натуры, как и его «склонность к пустому шуму». Он был к себе ещё снисходителен по сравнению с критиком, написавшим: «Порою можно подумать, что находишься в кабаке или в конюшне». Известную поддержку у коллег-дирижёров Малер всё-таки находил, и притом у дирижёров из числа самых лучших: первую часть симфонии ещё в конце 1896 года несколько раз исполнил Артур Никиш — в Берлине и в других городах; в марте 1897 года Феликс Вайнгартнер в Берлине исполнил 3 части из 6. Часть публики аплодировала, часть свистела — сам Малер, во всяком случае, расценил это исполнение как «провал», — а критики состязались в остроумии: кто-то писал о «трагикомедии» композитора без воображения и таланта, кто-то называл его шутником и комедиантом, а один из судей сравнил симфонию с «бесформенным ленточным червём». Обнародование всех шести частей Малер отложил надолго.
Четвёртая симфония, как и Третья, рождалась одновременно с вокальным циклом «Волшебный рог мальчика» и тематически была связана с ним. По свидетельству Натали Бауэр-Лехнер, Малер первые четыре симфонии называл «тетралогией», и, как античная тетралогия завершалась сатировской драмой, конфликт его симфонического цикла нашёл своё разрешение в «юморе особого рода». Властитель дум молодого Малера Жан Поль рассматривал юмор как единственное спасение от отчаяния, от противоречий, разрешить которые человек не в силах, и трагедии, предотвратить которую не в его власти. С другой стороны, А. Шопенгауэр, которым Малер, по свидетельству Бруно Вальтера, зачитывался в Гамбурге, источник юмора видел в конфликте возвышенного умонастроения с пошлым внешним миром; из этого несоответствия и рождается впечатление намеренно смешного, за которым прячется самая глубокая серьёзность.
Четвёртую симфонию Малер закончил в январе 1901 года и уже в конце ноября неосмотрительно исполнил её в Мюнхене. Публика юмор не оценила; нарочитое простодушие, «старомодность» этой симфонии, заключительная часть на текст детской песенки «Мы вкушаем небесные радости» (нем. Wir geniessen die himmlischen Freuden), запечатлевшей детские представления о Рае, многих навели на мысль: уж не издевается ли он? Как мюнхенская премьера, так и первые исполнения во Франкфурте, под управлением Вайнгартнера, и в Берлине сопровождались свистом; критики характеризовали музыку симфонии как плоскую, без стиля, без мелодии, искусственную и даже истеричную.
Впечатление, произведённое Четвёртой симфонией, неожиданно сгладила Третья, впервые исполненная целиком в июне 1902 года на музыкальном фестивале в Крефельде и одержавшая победу. После фестиваля, писал Бруно Вальтер, сочинениями Малера всерьёз заинтересовались другие дирижёры, он стал наконец исполняемым композитором. Среди этих дирижёров были Юлиус Бутс и Вальтер Дамрош, под чьим управлением музыка Малера впервые зазвучала в Соединённых Штатах; один из лучших молодых дирижёров, Виллем Менгельберг, в 1904 году в Амстердаме посвятил его творчеству цикл концертов. При этом самым исполняемым сочинением оказался «всеми преследуемый пасынок», как называл Малер свою Четвертую симфонию.

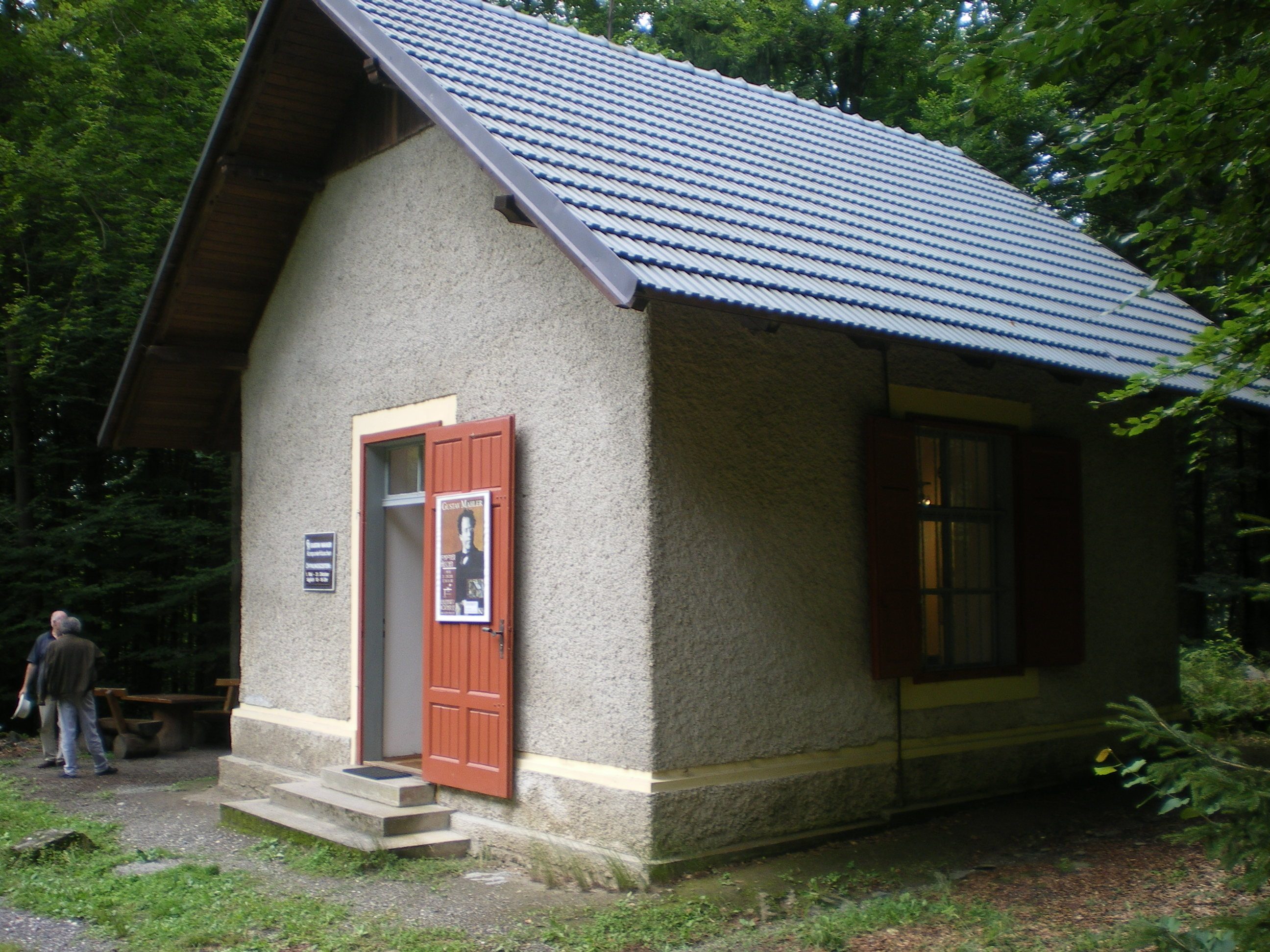
Рабочий домик Малера в Майерниге

Этот относительный успех не защитил от критики Пятую симфонию, которую почтил своим вниманием даже Ромен Роллан: «Во всём произведении — смесь педантической строгости и несвязности, отрывочности, разорванности, внезапных остановок, прерывающих разработку, паразитирующих музыкальных мыслей, перерезывающих без достаточного основания жизненную нить». И этой симфонии, полвека спустя ставшей одним из самых исполняемых сочинений Малера, после премьеры в Кёльне в 1904 году, как всегда, сопутствовали упрёки в вульгарности, банальности, безвкусии, бесформенности и рыхлости, в эклектизме — нагромождении музыки всех родов, попытках соединить несоединимое: грубость и утончённость, учёность и варварство. После первого исполнения в Вене, состоявшегося годом позже, не расположенный к Малеру критик Роберт Хиршфельд, отметив, что публика аплодировала, выразил сожаление по поводу скверного вкуса венцев, которые интерес к «аномалиям природы» дополняют столь же нездоровым интересом к «аномалиям разума».
Но в этот раз и сам композитор не был удовлетворён своим сочинением, главным образом оркестровкой. В венский период Малер написал Шестую, Седьмую и Восьмую симфонии, но после неудачи Пятой не спешил их обнародовать и до отъезда в Америку успел исполнить — в Эссене в 1906-м — лишь трагическую Шестую, которой, как и «Песнями об умерших детях» на стихи Ф. Рюккерта, словно накликал несчастья, обрушившиеся на него в следующем году.

#### Роковой 1907-й. Прощание с Веной
Десять лет директорства Малера вошли в историю Венской оперы как один из лучших её периодов; но всякая революция имеет свою цену. Как некогда К. В. Глюк своими реформаторскими операми, Малер пытался разрушить всё ещё господствовавшее в Вене представление об оперном спектакле как о пышном развлекательном зрелище. Во всём, что касалось наведения порядка, его поддерживал император, но без тени понимания, — князю Лихтенштейну Франц Иосиф однажды сказал: «Боже мой, но ведь театр создан, в конце концов, для удовольствия! Не понимаю всех этих строгостей!» Тем не менее он даже эрцгерцогам запретил вмешиваться в распоряжения нового директора; в результате одним только запретом входить в зал, когда вздумается, Малер настроил против себя весь двор и значительную часть венской аристократии.

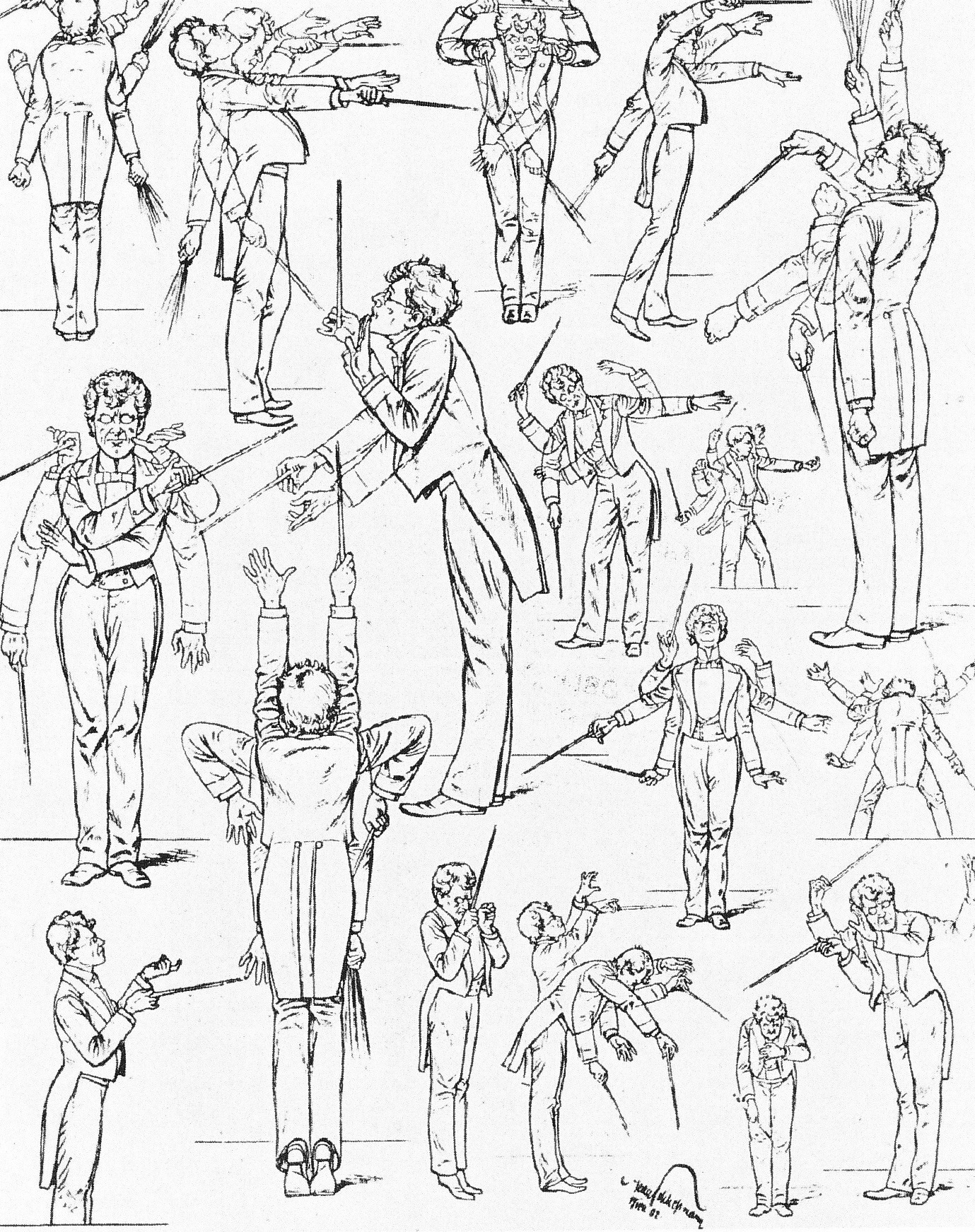
Малер дирижирует в Венской опере. Карикатура 1901 года

«Никогда ещё, — вспоминал Бруно Вальтер, — я не видел такого сильного, волевого человека, никогда не думал, что меткое слово, повелительный жест, целеустремлённая воля могут до такой степени повергнуть других людей в страх и трепет, принудить их к слепому повиновению». Властный, жёсткий, Малер умел добиваться подчинения, но не мог и не наживать себе врагов; запретом держать клаку он настроил против себя многих певцов. Он не мог избавиться от клакёров иначе, как взяв со всех артистов письменные обещания не прибегать к их услугам; но привыкшие к бурным овациям певцы чувствовали себя всё более неуютно по мере того, как аплодисменты слабели, — не прошло и полгода, как клакёры в театр вернулись, к великой досаде уже бессильного директора.
У консервативной части публики к Малеру было много претензий: его упрекали в «эксцентричном» подборе певцов — в том, что он отдавал предпочтение драматическому мастерству перед вокальным, — и в том, что он слишком много разъезжает по Европе, пропагандируя собственные сочинения; жаловались на то, что было слишком мало заметных премьер; далеко не всем нравилась и сценография Роллера. Недовольство его поведением, недовольство «экспериментами» в Опере, нарастающий антисемитизм — всё, писал Пауль Штефан, сливалось «в общий поток антималеровских настроений». Решение покинуть Придворную оперу Малер принял, по-видимому, ещё в начале мая 1907 года и, известив о своём решении непосредственного куратора, князя Монтенуово, отправился на летний отдых в Майерниг.
В мае младшая дочь Малера, Анна, заболела скарлатиной, выздоравливала медленно и во избежание инфекции была оставлена на попечение Моллей; но в начале июля заболела старшая дочь, четырёхлетняя Мария. Малер в одном из писем назвал её болезнь «скарлатиной — дифтерией»: в те времена ещё многие по сходству симптомов считали дифтерию возможным осложнением после скарлатины. Малер обвинял тестя и тёщу в том, что они слишком рано привезли Анну в Майерниг, но, как считают современные исследователи, её скарлатина здесь была ни при чём. Анна выздоровела, а Мария 12 июля умерла.
Осталось невыясненным, что именно побудило Малера вскоре после этого пройти медицинское обследование, — три врача обнаружили у него проблемы с сердцем, но разошлись в оценке серьёзности этих проблем. Во всяком случае, самый жестокий из диагнозов, предполагавший запрет на любые физические нагрузки, не подтвердился: Малер продолжал работать, и вплоть до осени 1910 года сколько-нибудь заметных ухудшений в его состоянии не наблюдалось. И тем не менее с осени 1907-го он чувствовал себя приговорённым.
По возвращении в Вену Малер ещё дирижировал вагнеровской «Валькирией» и «Ифигенией в Авлиде» К. В. Глюка; поскольку найденный преемник, Феликс Вайнгартнер, не мог прибыть в Вену раньше 1 января, только в начале октября 1907 года приказ о его отставке был наконец подписан.
Хотя в отставку Малер подал сам, атмосфера, сложившаяся вокруг него в Вене, ни у кого не оставляла сомнений в том, что из Придворной оперы его выжили. Многие считали и считают, что к отставке его вынудили интриги и постоянные нападки антисемитской прессы, которая всё, что ей не нравилось в действиях Малера-дирижёра или Малера — директора Оперы и особенно в сочинениях Малера-композитора, неизменно объясняла его еврейством. По мнению А.-Л. де Ла Гранжа, в этой усиливавшейся с годами враждебности антисемитизм играл скорее вспомогательную роль. В конце концов, напоминает исследователь, до Малера из Придворной оперы выжили Ханса Рихтера, с его безупречным происхождением, а после Малера та же участь постигла Феликса Вайнгартнера, Рихарда Штрауса и так далее вплоть до Герберта фон Караяна. Удивляться надо скорее тому, что Малер продержался на посту директора десять лет — для Венской оперы это целая вечность.
15 октября Малер в последний раз встал за пульт Придворной оперы; в Вене, как и в Гамбурге, его последним спектаклем стал бетховенский «Фиделио». При этом, по свидетельству Фёрстера, ни на сцене, ни в зрительном зале никто не знал, что директор прощается с театром; ни в концертных программах, ни в прессе об этом не было сказано ни слова: формально он ещё продолжал исполнять обязанности директора. Лишь 7 декабря коллектив театра получил от него прощальное письмо.
Вместо законченного целого, о котором я мечтал, — писал Малер, — я оставляю за собой незавершённое, наполовину сделанное дело… Не мне судить, чем стала моя деятельность для тех, кому она была посвящена. […] В суматохе борьбы, в пылу мгновения ни вы, ни я не были избавлены от ран и заблуждений. Но едва завершался удачей наш труд, едва бывала решена задача — мы забывали обо всех тяготах и заботах и чувствовали себя щедро вознаграждёнными, даже без внешних признаков успеха.
Он благодарил коллектив театра за многолетнюю поддержку, за то, что помогали ему и боролись вместе с ним, и желал дальнейшего процветания Придворной опере. В тот же день он написал отдельное письмо Анне фон Мильденбург: «Я буду с прежним участием и симпатией следить за каждым Вашим шагом; надеюсь, более спокойные времена снова сведут нас вместе. Во всяком случае знайте, что и вдали я остаюсь Вашим другом…».
Венской молодёжи, прежде всего молодым музыкантам и музыкальным критикам, импонировали искания Малера, вокруг него уже в первые годы образовалась группа страстных приверженцев: «…Мы, молодёжь, — вспоминал Пауль Штефан, — знали, что Густав Малер — наша надежда и в то же время её исполнение; мы были счастливы, что нам дано жить с ним рядом и понимать его». Когда 9 декабря Малер покидал Вену, сотни людей пришли на вокзал проститься с ним.

### Нью-Йорк. Метрополитен-опера
Интендантство Придворной оперы назначило Малеру пенсию — с тем условием, что он не будет ни в каком качестве работать в оперных театрах Вены, дабы не создавать конкуренцию; жить на эту пенсию пришлось бы очень скромно, и уже в начале лета 1907 года Малер вёл переговоры с потенциальными работодателями. Выбор был небогат: принять пост дирижёра, хотя бы и первого, под чужим генеральмузикдиректорством Малер уже не мог — и потому, что это было бы очевидным понижением (как и пост директора в провинциальном театре), и потому, что прошли те времена, когда он ещё мог подчиняться чужой воле. Он вообще предпочёл бы возглавить симфонический оркестр, но из двух лучших оркестров Европы с одним, Венским филармоническим, отношения у Малера не сложились, а другой, Берлинский филармонический, уже много лет возглавлял Артур Никиш и покидать его не собирался. Из всего, чем он располагал, наиболее привлекательным, прежде всего в финансовом отношении, оказалось предложение Генриха Конрида, директора нью-йоркской Метрополитен-оперы, и в сентябре Малер подписал контракт, который, как пишет Й. М. Фишер, позволял ему работать в три раза меньше, чем в Венской опере, зарабатывая при этом вдвое больше.

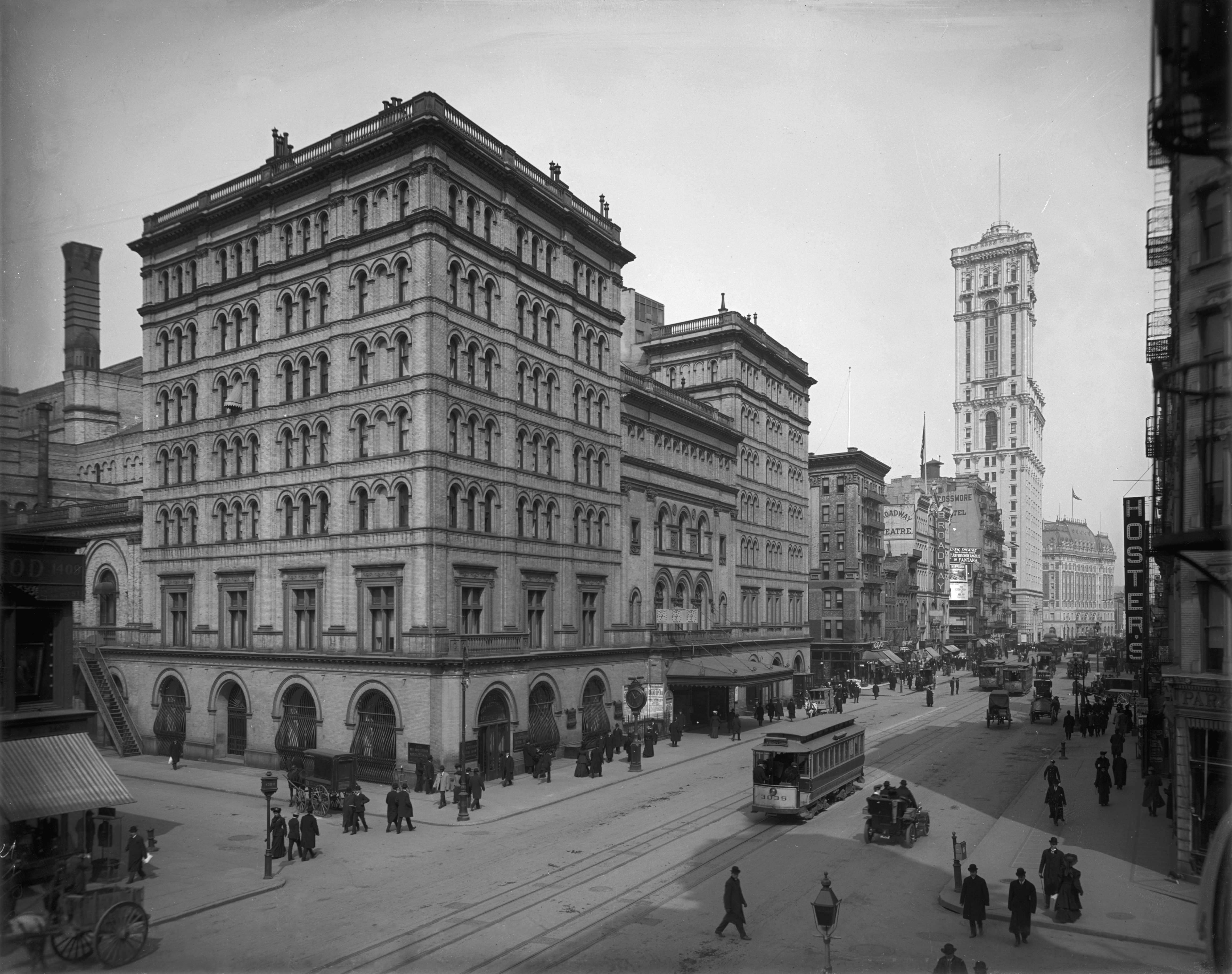
Метрополитен-опера в начале XX века

В Нью-Йорке, где он рассчитывал за четыре года обеспечить будущее своей семьи, Малер дебютировал с новой постановкой «Тристана и Изольды» — одной из тех опер, в которых он всегда и всюду имел безоговорочный успех; и в этот раз приём был восторженный. В те годы в Метрополитен пели Энрико Карузо, Фёдор Шаляпин, Марчелла Зембрих, Лео Слезак и многие другие прекрасные певцы, и первые впечатления от нью-йоркской публики тоже были самые благоприятные: люди здесь, писал Малер в Вену, «не пресыщены, жадны до нового и в высшей степени любознательны».
Но очарование длилось недолго; в Нью-Йорке он столкнулся с тем же явлением, с которым мучительно, хотя и успешно, боролся в Вене: в театре, который делал ставку на гастролёров с мировыми именами, ни о какой ансамблевости, ни о каком «едином замысле» — и подчинении ему всех компонентов спектакля — говорить не приходилось. И силы были уже не те, что в Вене: болезнь сердца напомнила о себе рядом приступов уже в 1908 году. Фёдор Шаляпин, великий драматический актёр на оперной сцене, в своих письмах называл нового дирижёра «Малёром», что делало его фамилию созвучной французскому «malheur» (несчастье). «Приехал, — писал он, — знаменитый венский дирижёр Малёр, начали репетировать „Дон-Жуана“. Бедный Малёр! Он на первой же репетиции пришёл в полное отчаяние, не встретив ни в ком той любви, которую он сам неизменно влагал в дело. Всё и вся делали наспех, как-нибудь, ибо все понимали, что публике решительно безразлично, как идёт спектакль, ибо приходили слушать голоса и только».
Теперь Малер шёл на компромиссы, немыслимые для него в венский период, соглашался, в частности, на сокращения опер Вагнера. Тем не менее он осуществил в Метрополитен ряд заметных постановок, в том числе первую в Соединённых Штатах постановку «Пиковой дамы» П. И. Чайковского, — на нью-йоркскую публику опера не произвела впечатления и вплоть до 1965 года на сцене Метрополитен не ставилась.
Гвидо Адлеру Малер писал, что всегда мечтал дирижировать симфоническим оркестром и даже считает, что недостатки в оркестровке его сочинений происходят именно оттого, что он привык слышать оркестр «в совершенно иных акустических условиях театра». В 1909 году богатые поклонницы предоставили в его распоряжение реорганизованный Нью-Йоркский филармонический оркестр, который стал для Малера, уже вполне разочаровавшегося в Метрополитен-опере, единственной приемлемой альтернативой. Но и здесь он столкнулся, с одной стороны, с относительным равнодушием публики: в Нью-Йорке, как сообщал он Виллему Менгельбергу, в центре внимания был театр, а симфоническими концертами интересовались очень немногие, — а с другой, с невысоким уровнем оркестрового исполнительства. «Мой оркестр здесь, — писал он, — настоящий американский оркестр. Бездарный и флегматичный. Приходится терять очень много сил». С ноября 1909 по февраль 1911 года Малер дал с этим оркестром в общей сложности 95 концертов, в том числе и за пределами Нью-Йорка, очень редко включая в программу собственные сочинения, преимущественно песни: в Соединённых Штатах Малер-композитор мог рассчитывать на понимание ещё меньше, чем в Европе.
Больное сердце вынуждало Малера менять образ жизни, что давалось ему нелегко: «За много лет, — писал он Бруно Вальтеру летом 1908 года, — я привык к непрестанному энергичному движению. Я привык бродить по горам и лесам и приносить оттуда мои наброски, как своего рода добычу. К письменному столу я подходил так, как крестьянин входит в амбар: мне нужно было только оформлять мои эскизы. […] А теперь я должен избегать всякого напряжения, постоянно проверять себя, не ходить много. […] Я — как морфинист или пьяница, которому вдруг сразу запретили предаваться его пороку». По свидетельству Отто Клемперера, Малер, в прежние времена за дирижёрским пультом почти неистовый, в эти последние годы и дирижировать стал очень экономно.
Собственные сочинения, как и раньше, приходилось откладывать на летние месяцы. Вернуться в Майерниг после смерти дочери супруги Малер не могли и с 1908 года летний отпуск проводили в Альтшульдербахе, в трёх километрах от Тоблаха. Здесь в августе 1909 года Малер закончил работу над «Песнью о земле», с её заключительной частью «Прощание» (нем. Der Abschied), и написал Девятую симфонию; для многих поклонников композитора эти две симфонии — лучшее из всего созданного им. «…Мир лежал перед ним, — писал Бруно Вальтер, — в мягком свете прощания… „Милая земля“, песню о которой он написал, казалась ему такой прекрасной, что все его мысли и слова были таинственно полны каким-то изумлением перед новой прелестью старой жизни».

### Последний год

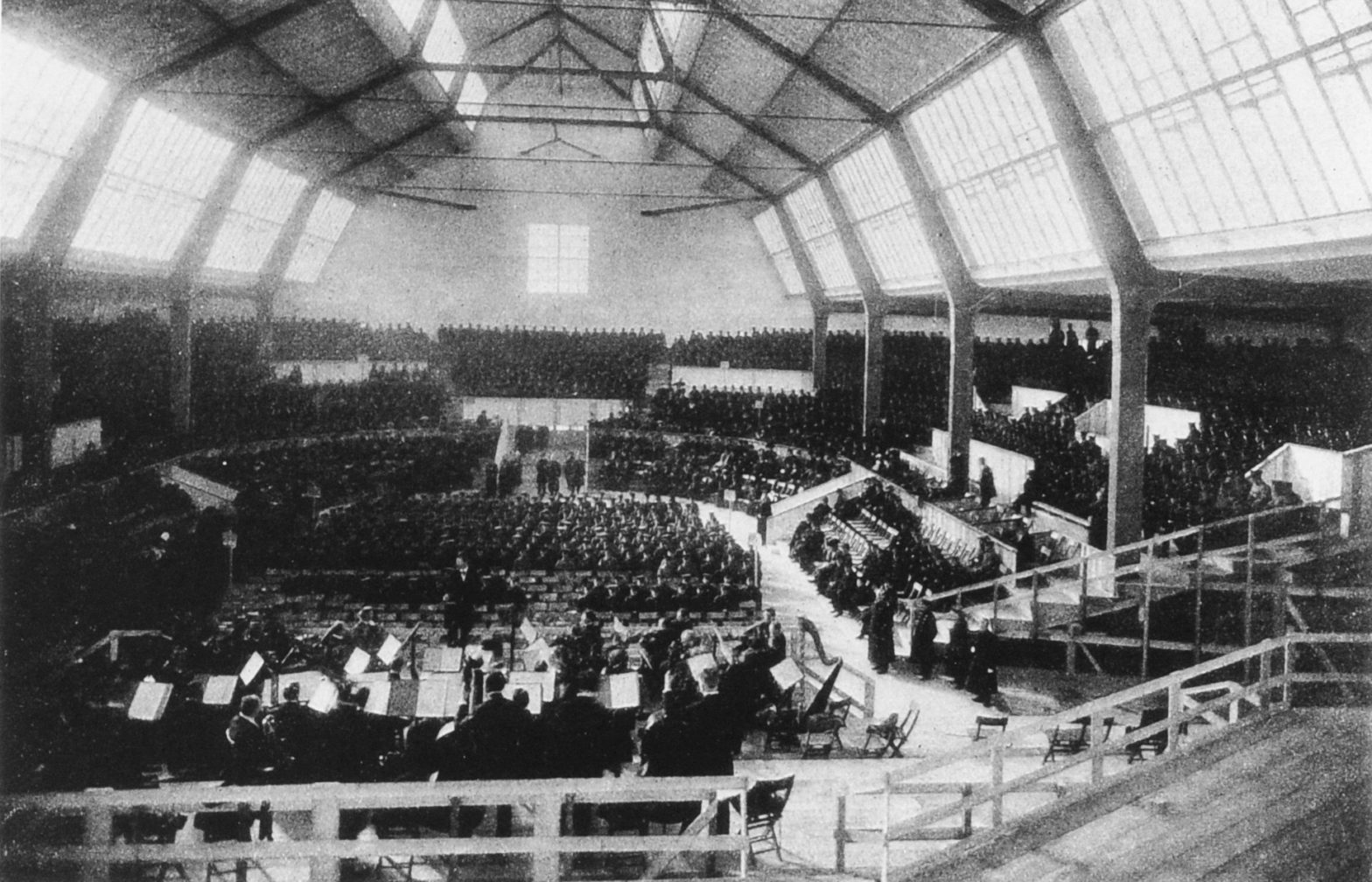
Генеральная репетиция Восьмой симфонии. Мюнхен, сентябрь 1910 года

Летом 1910 года в Альтшульдербахе Малер приступил к работе над Десятой симфонией, так и оставшейся незавершённой. Большую часть лета композитор был занят подготовкой первого исполнения Восьмой симфонии, с её беспрецедентным составом, предполагавшим, помимо большого оркестра и восьми солистов, участие трёх хоров.
Погружённый в свою работу, Малер, который, по отзывам друзей, был, в сущности, большим ребёнком, то ли не замечал, то ли старался не замечать, как год от года накапливались проблемы, изначально заложенные в его семейную жизнь. Музыку его Альма никогда по-настоящему не любила и не понимала — вольные или невольные признания в этом исследователи находят в её дневнике, — оттого ещё менее оправданными в её глазах были жертвы, которых требовал от неё Малер. Протест против подавления её творческих амбиций (коль скоро это было главным, в чём Альма обвиняла своего мужа) летом 1910 года принял форму супружеской измены. В конце июля её новый возлюбленный, молодой архитектор Вальтер Гропиус, своё страстное любовное письмо, адресованное Альме, по ошибке, как утверждал он сам, или намеренно, как подозревают биографы и Малера, и самого Гропиуса, отправил её мужу, а позже, приехав в Тоблах, убеждал Малера дать Альме развод. Альма от Малера не ушла — письма Гропиусу с подписью «Твоя жена» наводят исследователей на мысль, что руководил ею голый расчёт, но высказала мужу всё, что накопилось за годы совместной жизни. Тяжёлый психологический кризис нашёл своё отражение в рукописи Десятой симфонии и в конце концов заставил Малера в августе обратиться за помощью к Зигмунду Фрейду.
Премьера Восьмой симфонии, которую сам композитор считал главным своим сочинением, состоялась в Мюнхене 12 сентября 1910 года, в огромном выставочном зале, в присутствии принца-регента и его семейства и многочисленных знаменитостей, в том числе давних поклонников Малера — Томаса Манна, Герхарта Гауптмана, Огюста Родена, Макса Рейнгардта, Камиля Сен-Санса. Это был первый истинный триумф Малера-композитора — публика не делилась больше на аплодирующих и свистящих, овация продолжалась 20 минут. Только сам композитор, по свидетельствам очевидцев, не выглядел триумфатором: лицо его походило на восковую маску.
Пообещав приехать в Мюнхен через год для первого исполнения «Песни о земле», Малер вернулся в Соединённые Штаты, где работать пришлось намного больше, чем он предполагал, подписывая контракт с Нью-Йоркским филармоническим: в сезоне 1909/10 комитет, руководивший оркестром, обязал его дать 43 концерта, на деле получилось 47; на следующий сезон число концертов было увеличено до 65. При этом Малер продолжал работать в Метрополитен-опере, контракт с которой действовал до окончания сезона в 1910/11. Из Вены тем временем выживали Вайнгартнера, газеты писали, будто князь Монтенуово ведёт переговоры с Малером, — сам Малер это отрицал и в любом случае возвращаться в Придворную оперу не собирался. По истечении американского контракта он хотел поселиться в Европе для свободной и спокойной жизни; на этот счёт супруги Малер на протяжении многих месяцев строили планы — теперь уже не связанные ни с какими обязательствами, в которых фигурировали Париж, Флоренция, Швейцария, пока Малер не выбрал, несмотря ни на какие обиды, окрестности Вены.
Но этим мечтам не суждено было осуществиться: осенью 1910 года перенапряжение обернулось серией ангин, которым ослабленный организм Малера уже не мог сопротивляться; ангины, в свою очередь, дали осложнение на сердце. Он продолжал работать и в последний раз, уже с высокой температурой, встал за пульт 21 февраля 1911 года (программа была целиком посвящена новой итальянской музыке, звучали сочинения Ферруччо Бузони, Марко Энрико Босси и Леоне Синигальи, Эрнесто Консоло солировал в концерте Джузеппе Мартуччи). Роковой для Малера стала стрептококковая инфекция, вызвавшая подострый бактериальный эндокардит.

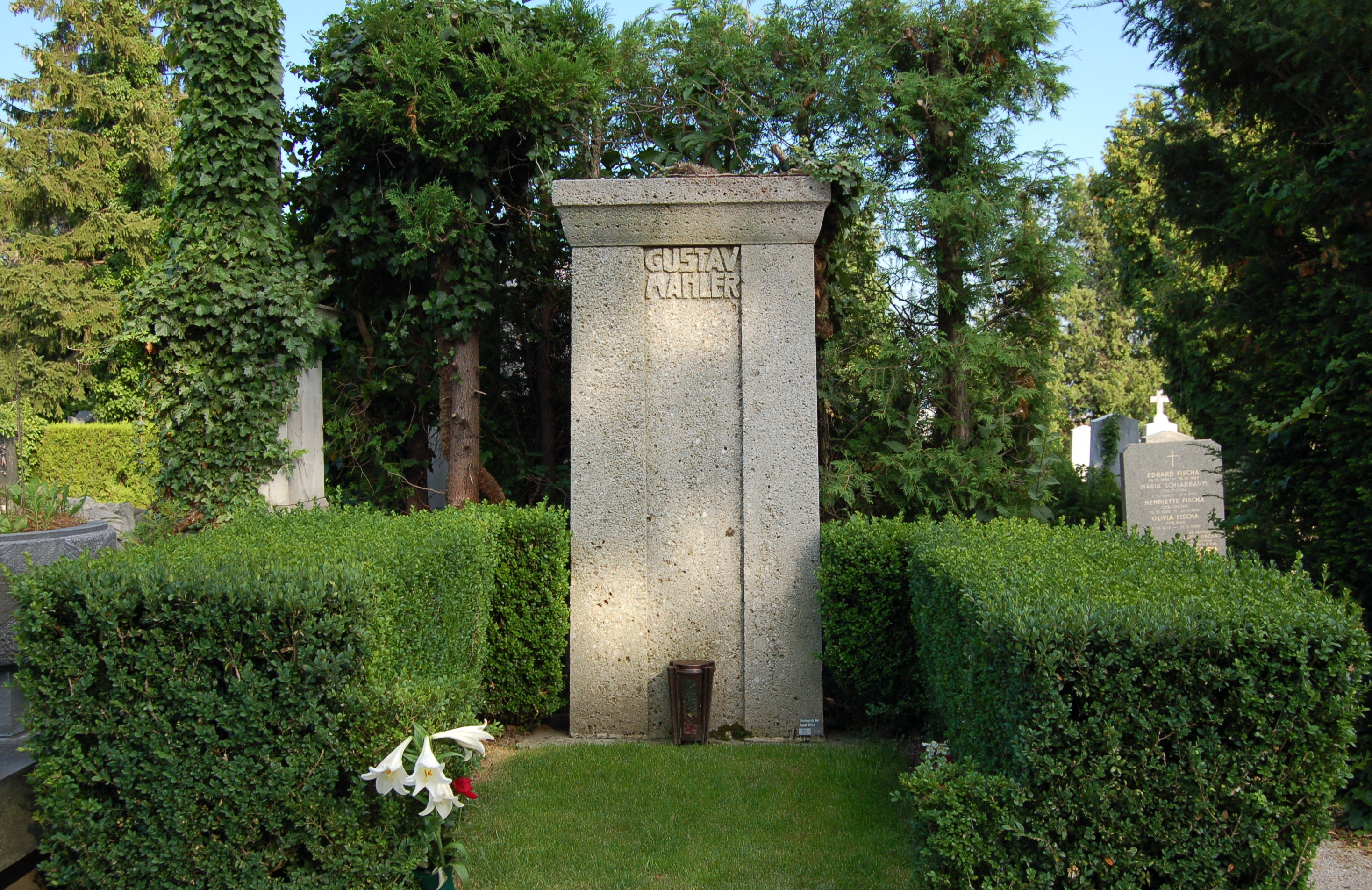
Могила Густава Малера на Гринцингском кладбище

Американские врачи оказались бессильны; в апреле Малера привезли в Париж для лечения сывороткой в Институте Пастера; но всё, что смог сделать Андре Шантемесс, это подтвердить диагноз: медицина в то время действенными средствами лечения его болезни не располагала. Состояние Малера продолжало ухудшаться, и, когда стало безнадёжным, он захотел вернуться в Вену.
12 мая Малера привезли в столицу Австрии, и на протяжении шести дней его имя не сходило со страниц венской прессы, ежедневно печатавшей бюллетени о состоянии его здоровья и состязавшейся в восхвалении умирающего композитора — который и для Вены, и для других столиц, не оставшихся безучастными, по-прежнему был главным образом дирижёром. Он умирал в клинике, окружённый корзинами цветов, в том числе от Венской филармонии, — это было последнее, что он успел оценить. 18 мая незадолго до полуночи Малера не стало. 22-го он был похоронен на Гринцингском кладбище, рядом с любимой дочерью.
Малер хотел, чтобы погребение прошло без речей и песнопений, и друзья исполнили его волю: прощание было безмолвным. Премьеры его последних завершённых сочинений — «Песни о Земле» и Девятой симфонии — состоялись уже под управлением Бруно Вальтера.

## Творчество

### Малер-дирижёр
...Для целого поколения Малер был больше, чем просто музыкант, маэстро, дирижёр, больше, чем просто художник: он был самым незабываемым из того, что пережито в юности.
Вместе с Хансом Рихтером, Феликсом Мотлем, Артуром Никишем и Феликсом Вайнгартнером Малер составил так называемую «послевагнеровскую пятёрку», обеспечившую — вместе с целым рядом других первоклассных дирижёров — доминирование в Европе немецко-австрийской школы дирижирования и интерпретации. Это доминирование в дальнейшем, наряду с Вильгельмом Фуртвенглером и Эрихом Кляйбером, закрепили так называемые «дирижёры малеровской школы» — Бруно Вальтер, Отто Клемперер, Оскар Фрид и голландец Виллем Менгельберг.
Малер никогда не давал уроков дирижирования и, по свидетельству Бруно Вальтера, вообще не был педагогом по призванию: «…Для этого он был слишком погружен в себя, в свою работу, в свою напряжённую внутреннюю жизнь, слишком мало замечал окружающих и окружающее». Учениками называли себя те, кто хотел у него учиться; при этом воздействие личности Малера часто оказывалось важнее любых уроков. «Сознательно, — вспоминал Бруно Вальтер, — он почти никогда не давал мне наставлений, зато неизмеримо большую роль в моём воспитании и обучении сыграли переживания, подаренные мне этой натурой, непреднамеренно, от внутреннего избытка изливавшейся в слове и в музыке. […] Он создавал вокруг себя атмосферу высокого напряжения…».
Никогда не учившийся Малер дирижёром, по-видимому, родился; в его управлении оркестром было немало такого, чему ни научить, ни научиться невозможно, в том числе, как писал старший из его учеников, Оскар Фрид, «огромная, почти демоническая сила, излучавшаяся из каждого его движения, из каждой чёрточки его лица». Бруно Вальтер добавил к этому «душевный жар, придававший его исполнению непосредственность личного признания: ту непосредственность, которая заставляла забыть… о тщательном разучивании». Это было дано не каждому; но учиться у Малера-дирижёра можно было и многому другому: и Бруно Вальтер, и Оскар Фрид отмечали его исключительно высокую требовательность к себе и ко всем, кто с ним работал, его скрупулёзную предварительную работу над партитурой, а в процессе репетиций — столь же тщательную отработку мельчайших деталей; ни музыкантам оркестра, ни певцам он не прощал даже малейшей небрежности.
Утверждение, что Малер никогда не учился дирижированию, требует оговорки: в молодые годы судьба иногда сводила его с крупными дирижёрами. Анджело Нойман вспоминал, как в Праге, присутствуя на репетиции Антона Зайдля, Малер воскликнул: «Господи, боже
мой! Я и не думал, что можно так репетировать!» По свидетельствам современников, Малеру-дирижёру особенно удавались сочинения героического и трагического характера, созвучные и Малеру-композитору: он считался выдающимся интерпретатором симфоний и оперы Бетховена, опер Вагнера и Глюка. При этом он обладал редким чувством стиля, что позволяло ему достигать успеха и в сочинениях иного плана, в том числе в операх Моцарта, которого он, по словам И. Соллертинского, открывал заново, освобождая от «салонного рококо и жеманной грации», и Чайковского.

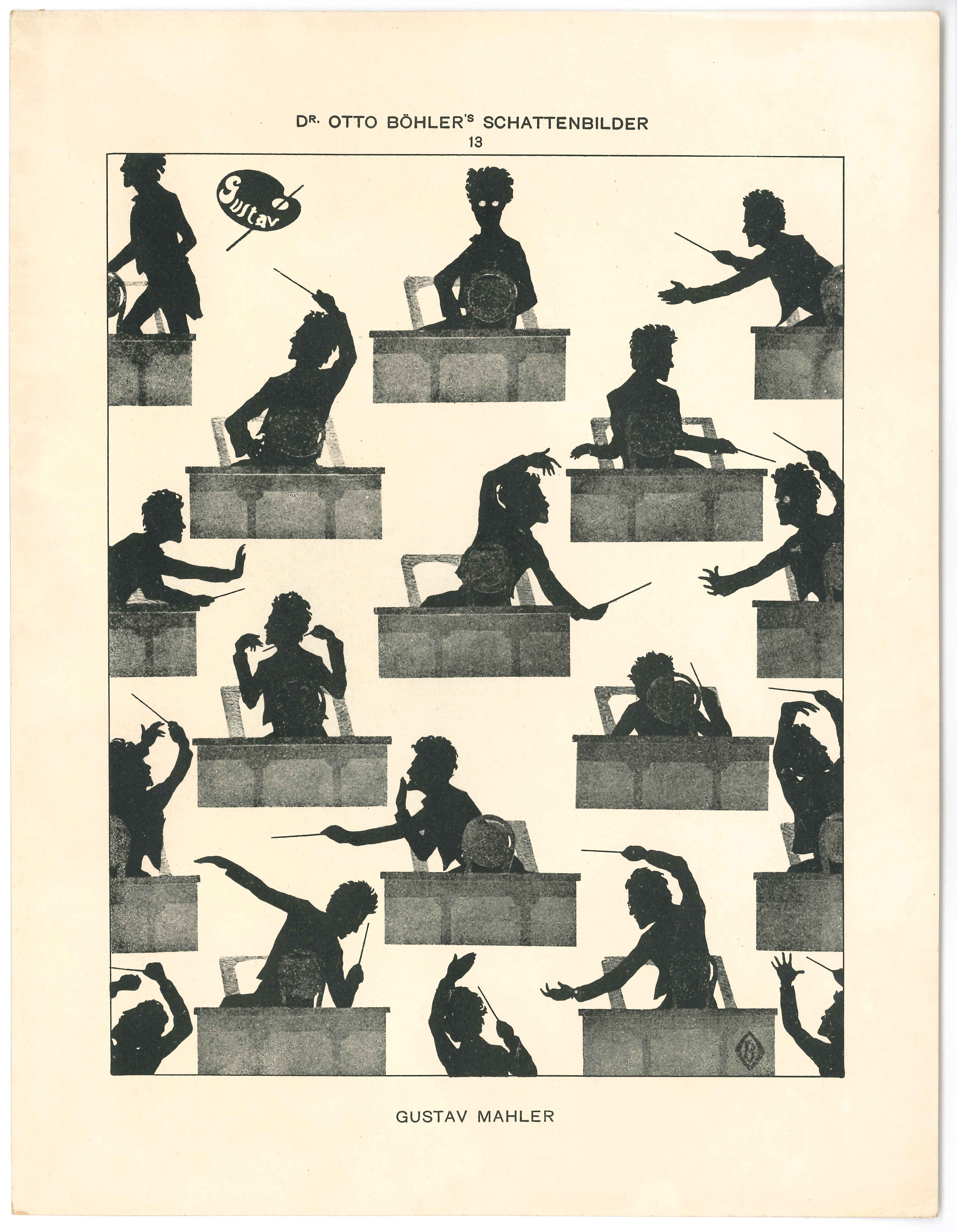
Густав Малер за дирижёрским пультом. Силуэты Отто Бёлера

Работая в оперных театрах, соединяя функции дирижёра — толкователя музыкального произведения с режиссурой — подчинением своему толкованию всех компонентов спектакля, Малер сделал достоянием современников принципиально новый подход к оперному спектаклю. Как писал один из его гамбургских рецензентов, Малер толковал музыку сценическим воплощением оперы и театральную постановку — с помощью музыки. «Никогда больше, — писал Стефан Цвейг о работе Малера в Вене, — не встречал я на сцене такой цельности, какая была в этих спектаклях: по чистоте производимого впечатления их можно сравнить лишь с самою природой… …Мы, молодые люди, научились у него любить совершенство».
Малер умер раньше, чем появилась возможность более или менее пригодной для прослушивания записи оркестровой музыки. В ноябре 1905 года он записал на фирме «Вельте-Миньон» четыре фрагмента из своих сочинений, но — как пианист. И если неспециалист о Малере-интерпретаторе вынужден судить исключительно по воспоминаниям современников, то специалисту определённое представление о нём могут дать и его дирижёрские ретуши в партитурах как собственных, так и чужих сочинений. Малер, писал Лео Гинзбург, одним из первых по-новому поставил вопрос ретуши: в отличие от большинства современников, он видел свою задачу не в исправлении «авторских ошибок», а в том, чтобы обеспечить возможность правильного, с точки зрения намерений автора, восприятия сочинения, отдавая предпочтение духу перед буквой. Ретуши в одних и тех же партитурах раз от раза менялись, поскольку делались, как правило, на репетициях, в процессе подготовки к концерту и учитывали количественный и качественный состав конкретного оркестра, уровень его солистов, акустику зала и другие нюансы.
Ретуши Малера, прежде всего в партитурах Л. ван Бетховена, занимавшего центральное место в его концертных программах, нередко использовали и другие дирижёры, и не только собственно ученики: Лео Гинзбург называет, в частности, Эриха Кляйбера и Германа Абендрота. Вообще, считал Стефан Цвейг, учеников у Малера-дирижёра было намного больше, чем принято думать: «В каком-нибудь немецком городе, — писал он в 1915 году, — дирижёр поднимает палочку. В его жестах, в его манере я ощущаю Малера, мне не нужно задавать вопросов, чтобы узнать: это тоже его ученик, и здесь, за пределами его земного существования, по-прежнему оплодотворяюще действует магнетизм его жизненного ритма».

### Малер-композитор

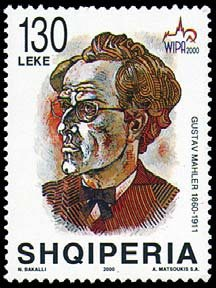
Почтовая марка Албании, посвящённая Г. Малеру. 2000 г.

Музыковеды отмечают, что творчество Малера-композитора, с одной стороны, безусловно вбирало в себя достижения австро-немецкой симфонической музыки XIX века, от Л. ван Бетховена до А. Брукнера: строение его симфоний, как и включение в них вокальных партий, — развитие новаций Девятой симфонии Бетховена, его «песенный» симфонизм — от Ф. Шуберта и А. Брукнера, задолго до Малера Ф. Лист (вслед за Г. Берлиозом) отказался от классического четырёхчастного строения симфонии и использовал программу; наконец, от Вагнера и Брукнера Малер унаследовал так называемую «бесконечную мелодию». Малеру, несомненно, были близки и некоторые черты симфонизма П. И. Чайковского, а потребность говорить языком своей родины сближала его с чешскими классиками — Б. Сметаной и А. Дворжаком.
С другой стороны, для исследователей очевидно, что литературные влияния сказывались в его творчестве сильнее, чем собственно музыкальные; это отмечал уже первый биограф Малера, Рихард Шпехт. Хотя ещё ранние романтики черпали вдохновение в литературе и устами Листа провозглашали «обновление музыки через связь с поэзией», очень немногие композиторы, пишет Й. М. Фишер, были такими страстными книгочеями, как Малер. Сам композитор говорил, что многие книги вызвали перелом в его мировоззрении и жизнеощущении или, во всяком случае, ускорили их развитие; он писал из Гамбурга венскому другу: «…Они — мои единственные друзья, которые всюду со мной. И какие друзья! […] Они становятся для меня всё ближе и всё больше приносят мне утешение, мои подлинные братья и отцы и возлюбленные».
Круг чтения Малера простирался от Еврипида до Г. Гауптмана и Ф. Ведекинда, хотя в целом литература рубежа веков вызывала у него лишь очень ограниченный интерес. На его творчестве самым непосредственным образом сказывались в разное время увлечения Жаном Полем, в чьих романах органично сочетались идиллия и сатира, сентиментальность и ирония, и гейдельбергскими романтиками: из сборника «Волшебный рог мальчика» А. фон Арнима и К. Брентано он на протяжении многих лет черпал тексты для песен и отдельных частей симфоний. Среди его любимых книг были сочинения Ф. Ницше и А. Шопенгауэра, что также нашло отражение в его творчестве; одним из наиболее близких ему писателей был Ф. М. Достоевский, и в 1909 году Малер говорил Арнольду Шёнбергу по поводу его учеников: «Заставьте этих людей прочесть Достоевского! Это важнее, чем контрапункт». Как для Достоевского, так и для Малера, пишет Инна Барсова, характерно «сближение взаимоисключающего в жанровой эстетике», совмещение несовместимого, создающее впечатление неорганичности формы, и в то же время — постоянные, мучительные поиски гармонии, способной разрешить трагические конфликты. Зрелый период творчества композитора прошёл главным образом под знаком И. В. Гёте.

#### Симфоническая эпопея Малера
...То, о чём говорит музыка, — это только человек во всех его проявлениях (то есть чувствующий, мыслящий, дышащий, страдающий)
Симфоническое наследие Малера исследователи рассматривают как единую инструментальную эпопею (И. Соллертинский называл её «грандиозной философской поэмой»), в которой каждая часть вытекает из предыдущей — как продолжение или отрицание; с ней самым непосредственным образом связаны и его вокальные циклы, на неё опирается и принятая в литературе периодизация творчества композитора.
Отсчёт первого периода начинается с «Жалобной песни», написанной в 1880 году, но переработанной в 1888-м; в него включают два песенных цикла — «Песни странствующего подмастерья» и «Волшебный рог мальчика» — и четыре симфонии, последняя из которых написана в 1901 году. Хотя, по свидетельству Н. Бауэр-Лехнер, сам Малер называл первые четыре симфонии «тетралогией», многие исследователи отделяют Первую от следующих трёх — и потому, что она чисто инструментальная, в то время как в остальных Малер использует вокал, и потому, что она опирается на музыкальный материал и круг образов «Песен странствующего подмастерья», а Вторая, Третья и Четвёртая — на «Волшебный рог мальчика»; в частности, Соллертинский считал Первую симфонию прологом ко всей «философской поэме». Для сочинений этого периода, пишет И. А. Барсова, характерно «соединение эмоциональной непосредственности и трагической иронии, жанровой зарисовки и символики». В этих симфониях проявились такие особенности малеровского стиля, как опора на жанры народной и городской музыки — те самые жанры, которые сопутствовали ему ещё в детстве: песню, танец, чаще всего грубоватый лендлер, военный или похоронный марш. Стилистические истоки его музыки, писал Герман Данузер, подобны широко раскрытому вееру.
Второй период, короткий, но интенсивный, охватывает сочинения, написанные в 1901—1905 годах: вокально-симфонические циклы «Песни об умерших детях» и «Песни на стихи Рюккерта» и тематически связанные с ними, но уже чисто инструментальные Пятую, Шестую и Седьмую симфонии. Все симфонии Малера были программными по сути, он считал, что начиная по крайней мере с Бетховена «нет такой новой музыки, которая не имела бы внутренней программы»; но если в первой тетралогии он пытался разъяснить свой замысел с помощью программных названий — симфонии в целом или отдельных её частей, — то начиная с Пятой симфонии он от этих попыток отказался: его программные заголовки порождали лишь недоразумения, и, в конце концов, как писал Малер одному из своих корреспондентов, «ничего не стоит такая музыка, о которой слушателю нужно сперва сообщить, какие чувства в ней заключены, и, соответственно, что он сам обязан почувствовать». Отказ от разрешающего слова не мог не повлечь за собой поиски нового стиля: смысловая нагрузка на музыкальную ткань возросла, а новый стиль, как писал сам композитор, требовал новой техники; И. А. Барсова отмечает «вспышку полифонической активности фактуры, несущей мысль, эмансипацию отдельных голосов ткани, как бы стремящихся к предельно выразительному самовысказыванию». Общечеловеческие коллизии тетралогии раннего периода, опиравшейся на тексты философско-символического характера, в этой трилогии уступили место иной теме — трагической зависимости человека от судьбы; и если конфликт трагической Шестой симфонии не находил разрешения, то в Пятой и Седьмой Малер пытался найти его в гармонии классического искусства.

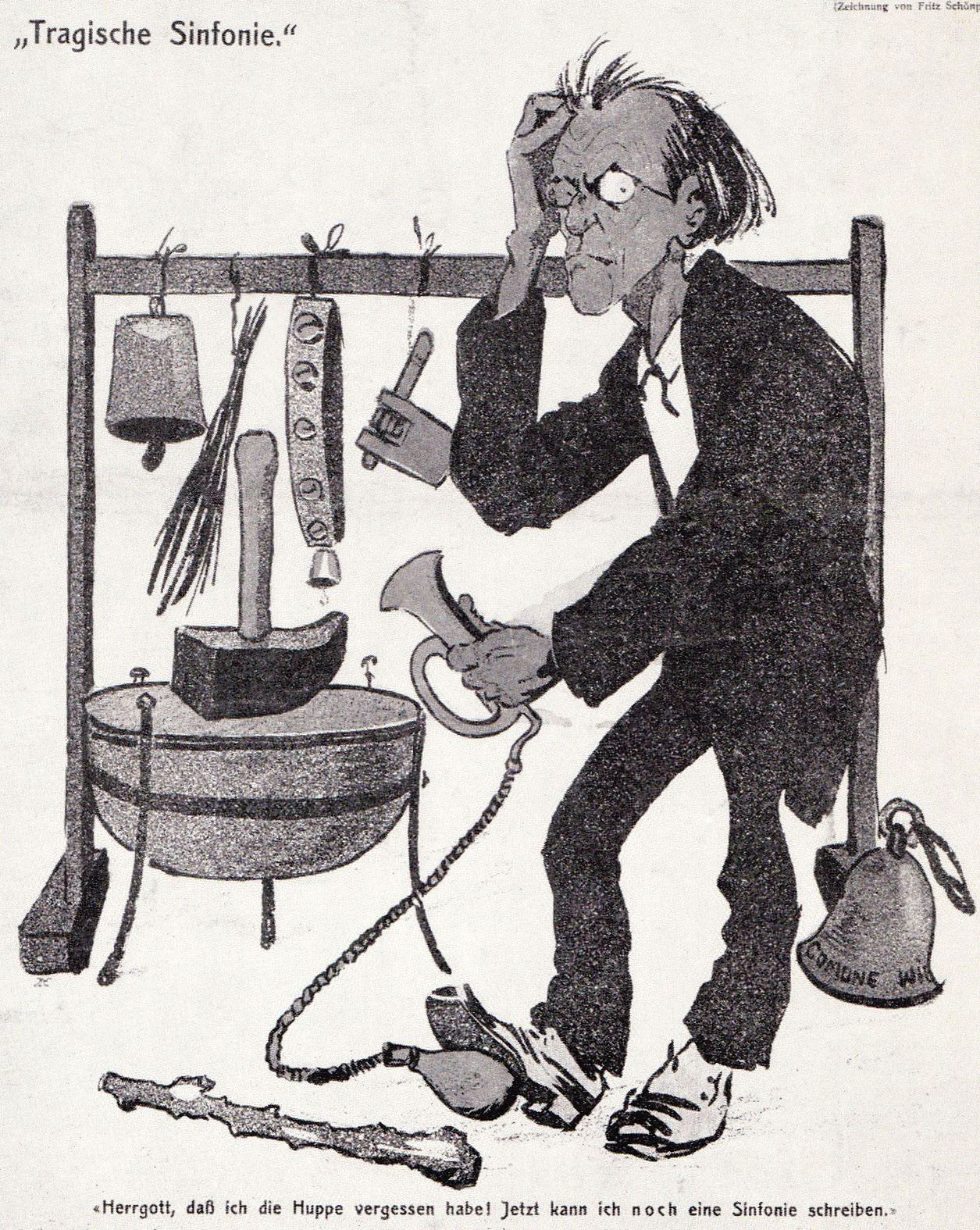
К изданию Шестой симфонии Малера: «Боже мой, я забыл автомобильный клаксон. Теперь мне придётся написать ещё одну симфонию!» (1907)

Среди симфоний Малера особняком стоит, как своего рода кульминация, Восьмая симфония — самое масштабное его сочинение. Здесь композитор вновь обращается к слову, используя тексты средневекового католического гимна «Veni Creator Spiritus» и заключительной сцены 2-й части «Фауста» И. В. Гёте. Необычная форма этого сочинения, его монументальность давали исследователям основания называть его ораторией или кантатой или, по крайней мере, определять жанр Восьмой как синтез симфонии и оратории, симфонии и «музыкальной драмы».
И завершают эпопею три симфонии прощального характера, написанные в 1909—1910 годах: «Песнь о земле» («симфония в песнях», как называл её Малер), Девятая и незаконченная Десятая. Эти сочинения отличают глубоко личный тон и экспрессивная лирика.
В симфонической эпопее Малера исследователи отмечают прежде всего многообразие решений: в большинстве случаев он отказывался от классической четырёхчастной формы в пользу пяти- или шестичастных циклов; а самая протяжённая, Восьмая симфония состоит из двух частей. С чисто инструментальными симфониями соседствуют синтетические конструкции, при этом в одних слово используется как выразительное средство лишь в кульминационные моменты (во Второй, Третьей и Четвёртой симфониях), другие преимущественно или всецело основаны на стихотворном тексте — Восьмая и «Песнь о земле». Даже в четырёхчастных циклах обычно изменяются традиционная последовательность частей и их темповые соотношения, смещается смысловой центр: у Малера таковым чаще всего оказывается финал. Существенную трансформацию в его симфониях претерпела и форма отдельных частей, в том числе первой: в поздних сочинениях сонатная форма уступает место сквозному развитию, песенной вариантно-строфической организации. Нередко у Малера в одной части взаимодействуют различные принципы формообразования: сонатного allegro, рондо, вариаций, куплетной или трёхчастной песни; Малер нередко использует полифонию — имитационную, контрастную и полифонию вариантов. Ещё один часто используемый Малером приём — смены тональности, что Т. Адорно расценивал как «критику» сквозного тонального тяготения, которая естественным образом вела к атональности или пантональности.
В оркестре Малера сочетаются две равно характерные для начала XX века тенденции: расширение оркестрового состава, с одной стороны, и зарождение камерного оркестра (в детализации фактуры, в максимальном выявлении возможностей инструментов, связанном с поисками повышенной экспрессивности и красочности, часто гротескной) — с другой: в его партитурах инструменты оркестра нередко трактуются в духе ансамбля солистов. В сочинениях Малера появились и элементы стереофонии, поскольку партитуры его в ряде случаев предполагают одновременное звучание оркестра на эстраде и группы инструментов или небольшого оркестра за эстрадой или помещение исполнителей на разных высотах.

#### Путь к признанию
При жизни Малер-композитор имел лишь относительно узкий круг убеждённых приверженцев: в начале XX века его музыка была ещё слишком новой. В середине 1920-х годов она стала жертвой антиромантических, в том числе «неоклассических», тенденций — для поклонников новых течений музыка Малера уже была «старомодной». После прихода нацистов к власти в Германии в 1933 году сначала в самом Рейхе, а затем и на всех оккупированных им и присоединённых территориях исполнение сочинений композитора-еврея было запрещено. Не везло Малеру и в послевоенные годы: «Именно то качество, — писал Теодор Адорно, — с которым была связана всеобщность музыки, трансцендирующий момент в ней… то качество, которое пронизывает, например, всё творчество Малера вплоть до деталей его выразительных средств — всё это попадает под подозрение как мания величия, как раздутая оценка субъектом самого себя. Что не отказывается от бесконечности, то будто бы проявляет волю к господству, свойственную параноику…»
При этом Малер ни в какой период не был забытым композитором: поклонники-дирижёры — Бруно Вальтер, Отто Клемперер, Оскар Фрид, Карл Шурихт и многие другие — постоянно включали его сочинения в свои концертные программы, преодолевая сопротивление концертных организаций и консервативной критики; Виллем Менгельберг в Амстердаме в 1920 году даже провёл фестиваль, посвящённый его творчеству. В годы Второй мировой войны, изгнанная из Европы, музыка Малера нашла себе прибежище в Соединённых Штатах, куда эмигрировали многие немецкие и австрийские дирижёры; после окончания войны вместе с эмигрантами она вернулась в Европу. К началу 1950-х годов насчитывалось уже полтора десятка монографий, посвящённых творчеству композитора; многими десятками исчислялись записи его сочинений: к давним поклонникам уже присоединились дирижёры следующего поколения. Наконец, в 1955 году для изучения и пропаганды его творчества в Вене было создано Международное общество Густава Малера, и уже в следующие несколько лет образовался целый ряд аналогичных обществ, национальных и региональных.
Столетие со дня рождения Малера в 1960 году было отмечено ещё достаточно скромно, тем не менее исследователи считают, что именно в этом году наступил перелом: Теодор Адорно многих заставил по-новому взглянуть на творчество композитора, когда, отвергнув традиционное определение «поздний романтизм», отнёс его к эпохе музыкального «модерна», доказал близость Малера — несмотря на внешнее несходство — к так называемой «Новой музыке», многие представители которой на протяжении десятилетий считали его своим оппонентом. Во всяком случае, всего семь лет спустя один из самых ревностных пропагандистов творчества Малера, Леонард Бернстайн, мог с удовлетворением констатировать: «Его время пришло».
Дмитрий Шостакович в конце 1960-х годов писал: «Радостно жить в такое время, когда музыка великого Густава Малера завоёвывает себе повсеместное признание». Но в 1970-е годы давние поклонники композитора радоваться перестали: популярность Малера превзошла все мыслимые пределы, его музыка заполнила концертные залы, записи сыпались как из рога изобилия — качество интерпретаций отошло на второй план; в Соединённых Штатах нарасхват шли майки с надписью «Я люблю Малера». На его музыку ставились балеты; на волне растущей популярности предпринимались особенно возмутившие старых малероведов попытки реконструкции незавершённой Десятой симфонии.
Свою лепту в популяризацию не столько даже творчества, сколько личности композитора внёс кинематограф — пронизанные его музыкой и вызвавшие неоднозначную реакцию у специалистов фильмы «Малер» Кена Рассела и «Смерть в Венеции» Лукино Висконти. В своё время Томас Манн написал, что на замысел его знаменитой новеллы немало повлияла смерть Малера: «…Этот сжигаемый собственной энергией человек произвёл на меня сильное впечатление. […] Позже эти потрясения смешались с теми впечатлениями и идеями, из которых родилась новелла, и я не только дал моему погибшему оргиастической смертью герою имя великого музыканта, но и позаимствовал для описания его внешности маску Малера». У Висконти писатель Ашенбах стал композитором, появился не предусмотренный автором персонаж, музыкант Альфрид — чтобы Ашенбаху было с кем говорить о музыке и красоте, и вполне автобиографическая новелла Манна превратилась в фильм о Малере.
Музыка Малера выдержала испытание популярностью; но причины нежданного и по-своему беспрецедентного успеха композитора стали предметом специальных исследований.

#### «Секрет успеха». Влияние
…Что пленяет в его музыке? Прежде всего — глубокая человечность. Малер понимал высокое этическое значение музыки. Он проникал в самые сокровенные тайники человеческого сознания… […] Много можно говорить о Малере — великом мастере оркестра, на партитурах которого будут учиться многие и многие поколения.
Исследования обнаружили прежде всего необычайно широкий спектр восприятия. Когда-то знаменитый венский критик Эдуард Ганслик писал о Вагнере: «Тот, кто последует за ним, сломает себе шею, и публика будет взирать на это несчастье равнодушно». Американский критик Алекс Росс считает (или считал в 2000 году), что ровно то же самое относится и к Малеру, поскольку его симфонии, как и оперы Вагнера, признают только превосходные степени, а они, писал Ганслик, суть конец, а не начало. Но как оперные композиторы — поклонники Вагнера не следовали за своим кумиром в его «превосходных степенях», так и за Малером никто не следовал настолько буквально. Самым ранним его поклонникам, композиторам Новой венской школы, казалось, что Малер (вместе с Брукнером) исчерпал жанр «большой» симфонии, именно в их кругу родилась симфония камерная — и тоже под влиянием Малера: камерная симфония зарождалась в недрах его масштабных сочинений, как и экспрессионизм. Дмитрий Шостакович всем своим творчеством доказал, как доказывали это и после него, что исчерпал Малер только романтическую симфонию, но влияние его может распространяться и далеко за пределы романтизма.
Творчество Шостаковича, писал Данузер, продолжало малеровскую традицию «непосредственно и непрерывно»; влияние Малера наиболее ощутимо в его гротескных, нередко зловещих скерцо и в «малерианской» Четвёртой симфонии. Но Шостакович — как и Артюр Онеггер, и Бенджамин Бриттен, — воспринял от своего австрийского предшественника и драматический симфонизм большого стиля; в его Тринадцатой и Четырнадцатой симфониях (как и в сочинениях ряда других композиторов) нашла своё продолжение и ещё одна новация Малера — «симфония в песнях».
Если при жизни композитора о его музыке спорили противники с приверженцами, то в последние десятилетия дискуссия, и ничуть не менее острая, разворачивается в кругу многочисленных друзей. Для Ханса Вернера Хенце, как и для Шостаковича, Малер был прежде всего реалистом; то, за что он чаще всего подвергался нападкам критиков-современников — «совмещение несовместимого», постоянное соседство в его музыке «высокого» и «низкого», — для Хенце не более чем честное отображение окружающей действительности. Вызов, который бросала современникам «критическая» и «самокритичная» музыка Малера, по Хенце, «проистекает от её любви к истине и обусловленного этой любовью нежелания приукрашивать». Ту же мысль иначе выразил Леонард Бернстайн: «Только спустя пятьдесят, шестьдесят, семьдесят лет мировых разрушений… мы можем, в конце концов, слушать музыку Малера и понимать, что она предсказывала всё это».
Малер давно уже стал своим для авангардистов, считающих, что только «через дух Новой музыки» и можно открыть для себя истинного Малера. Объёмность звучания, расщепление прямого и косвенного смыслов посредством иронии, снятие табу с банально-повседневного звукового материала, музыкальные цитаты и аллюзии — все эти черты малеровского стиля, утверждал Петер Ружичка, свой настоящий смысл обрели именно в Новой музыке. Дьёрдь Лигети называл его своим предшественником в области пространственной композиции. Как бы то ни было, всплеск интереса к Малеру проложил путь в концертные залы и сочинениям авангардистов.
Для них Малер — композитор, устремлённый в будущее, ностальгирующие постмодернисты слышат в его сочинениях ностальгию — и в его цитатах, и в стилизациях под музыку классической эпохи в Четвёртой, Пятой и Седьмой симфониях. «Романтизм Малера, — писал в своё время Адорно, — отрицает себя через разочарование, траур, длинное воспоминание». Но если для Малера «золотой век» — это времена Гайдна, Моцарта и раннего Бетховена, то в 70-е годы XX века уже и предмодернистское прошлое казалось «золотым веком».
По универсальности, способности удовлетворять самые разнообразные потребности и угождать едва ли не противоположным вкусам Малер, считает Г. Данузер, уступает разве только И. С. Баху, В. А. Моцарту и Л. ван Бетховену. У нынешней «консервативной» части слушательской аудитории находятся свои причины любить Малера. Уже перед Первой мировой войной, как отмечал Т. Адорно, публика жаловалась на отсутствие у современных композиторов мелодии: «Малер, придерживавшийся традиционного представления о мелодии цепче остальных композиторов, как раз вследствие этого нажил себе
врагов. Ему ставили в упрёк как банальность изобретений, так и насильственный характер его длинных мелодических кривых…». После Второй мировой войны адепты многих музыкальных течений всё дальше расходились в этом вопросе со слушателями, которые в массе своей по-прежнему отдавали предпочтение «мелодичным» классикам и романтикам, — музыка Малера, писал Л. Бернстайн, «в своём предсказании… орошала наш мир дождём красоты, равной которой не было с тех пор».

#### Основные сочинения
- «Жалобная песнь» (нем. Das klagende Lied; первая редакция, в 3 частях — 1880; вторая редакция, с изъятой первой частью — 1898)
- «Песни странствующего подмастерья» (нем. Lieder eines fahrenden Gesellen, 1885—1886)
- «Волшебный рог мальчика» (нем. Des Knaben Wunderhorn. Humoresken — 12 песен, 1892—1901)
- Песни на стихи Рюккерта (нем. Rückert Lieder, 1901—1902)
- «Песни об умерших детях» (нем. Kindertotenlieder, 1901—1904)
- Симфония № 1 (1884—1888)
- Симфония № 2 (1888—1894)
- Симфония № 3 (1895—1896)
- Симфония № 4 (1899—1901)
- Симфония № 5 (1901—1902)
- Симфония № 6 (1903—1904)
- Симфония № 7 (1904—1905)
- Симфония № 8 (1906)
- «Песнь о земле» (нем. Das Lied von der Erde), 1908—1909)
- Симфония № 9 (1909)
- Симфония № 10 (не окончена)[К 7].

## Комментарии
1. ↑  Имеется в виду Ханс Рихтер, в то время первый капельмейстер Придворной оперы и главный дирижёр Венского филармонического оркестра[90].
2. ↑  Когда Малер с неподдельной искренностью человека, готового сделать всё, чтобы вернуть любовь жены, объявил, что все его симфонии не стоят ничего по сравнению с её 14 песнями, Альма, к изумлению биографов композитора, приняла эти слова совершенно всерьёз и вполне помирилась с мужем[212].
3. ↑  Малер записал песню «Шёл сегодня утром по полю» из цикла «Песни странствующего подмастерья», песню «Шёл с радостью по зелёному лесу» из цикла «Волшебный рог мальчика», песню «Небесная жизнь» — финал Четвёртой симфонии, с фортепианным аккомпанементом, и первую часть (Траурный марш) Пятой симфонии — в транскрипции для фортепиано.
4. ↑  С началом «малеровского бума» из статьи в статью, из монографии в монографию кочевали «пророческие» слова Малера: «Моё время придёт». На самом деле Малер говорил о своём счастливом сопернике Рихарде Штраусе: «…Когда закончится его время, настанет моё»[284]. Й. М. Фишер по этому поводу пишет, что слава Штрауса померкла ещё в период между войнами; Г. Данузер считает, что именно Малер, уже в 60-х, и оттеснил Штрауса[285].
5. ↑  В 2014 году общее число записей сочинений Малера уже перевалило за 2500[279].
6. ↑  Некоторые исследователи считают, что так называемые цитаты, характерные для постмодерна, у Малера были в действительности непроизвольными заимствованиями — обычным для композиторов-дирижёров результатом постоянного общения с чужими партитурами, и подтверждения тому можно найти в письмах композитора[302].
7. ↑  Полный перечень завершённых и незавершённых сочинений Малера — на сайте Международного общества Густава Малера[32].